# Torneios do Grand Slam em singulares femininos
Os Torneios do Grand Slam em singulares femininos constituem a máxima categoria do ténis feminino, sendo superiores a quaisquer outros torneios em termos de prestígio, pontuação e prémios monetários. O Grand Slam é constituído pelos torneios seguintes: Australian Open, Roland Garros, Wimbledon e US Open.
A história do Grand Slam divide-se em duas eras: amadora e open. Na era amadora apenas tenistas não profissionais eram admitidos nos torneios do Grand Slam. Na era open foram integrados os tenistas professionais. A era amadora foi disputada desde a criação de cada torneio até ao Australian Open de 1968. A era open teve início no Torneio de Roland Garros de 1968 e mantém-se até ao presente.
Somente 3 tenistas conquistaram o Grand Slam em singulares femininos, vencendo os 4 torneios do Grand Slam no mesmo ano: Maureen Connolly, Margaret Court e Steffi Graf. A recordista de títulos do Grand Slam é Margaret Court, com 24 títulos conquistados.

## História

### Torneios

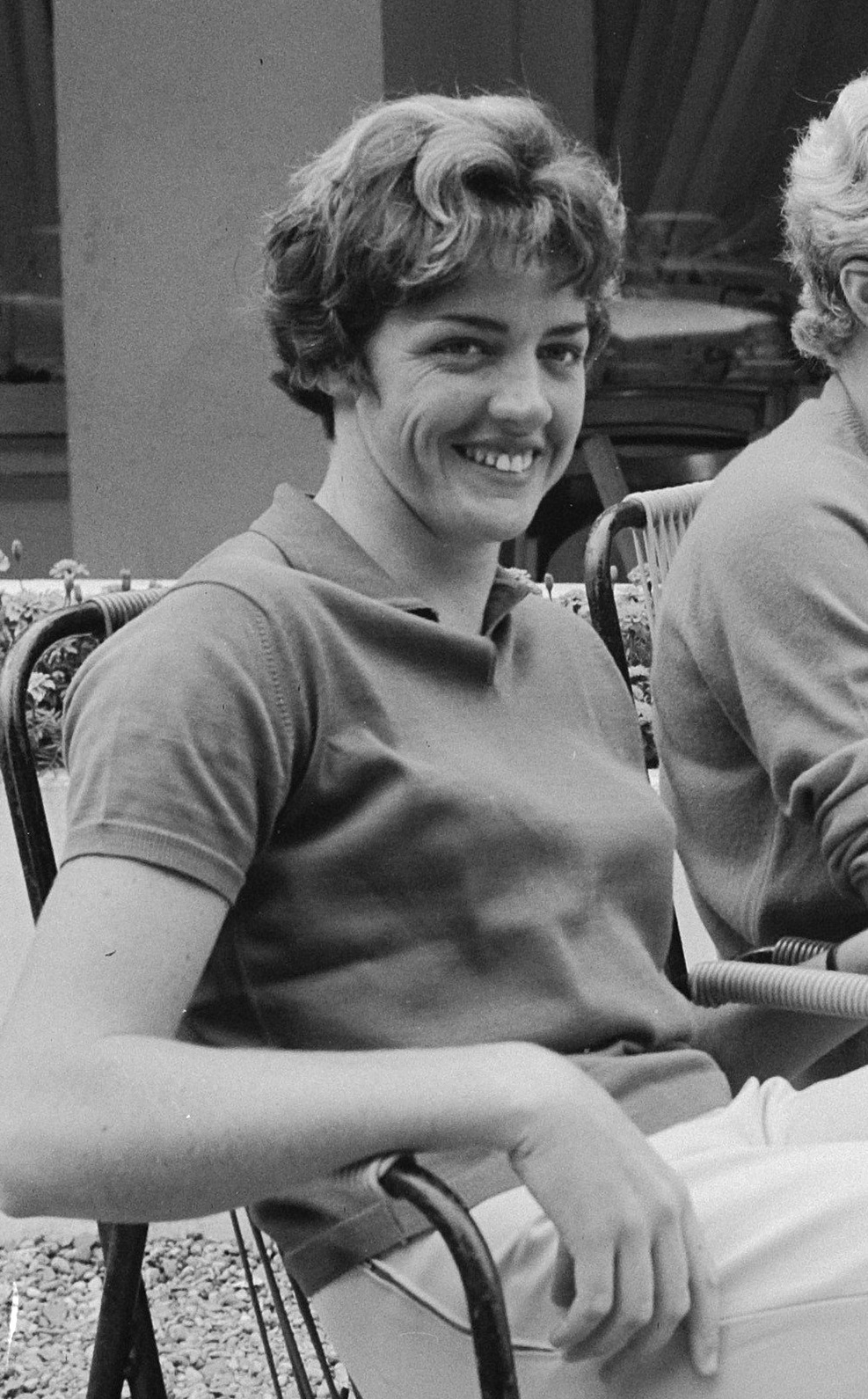
Margaret Court conquistou o Grand Slam em 1970 e detém o recorde de 24 títulos do Grand Slam.

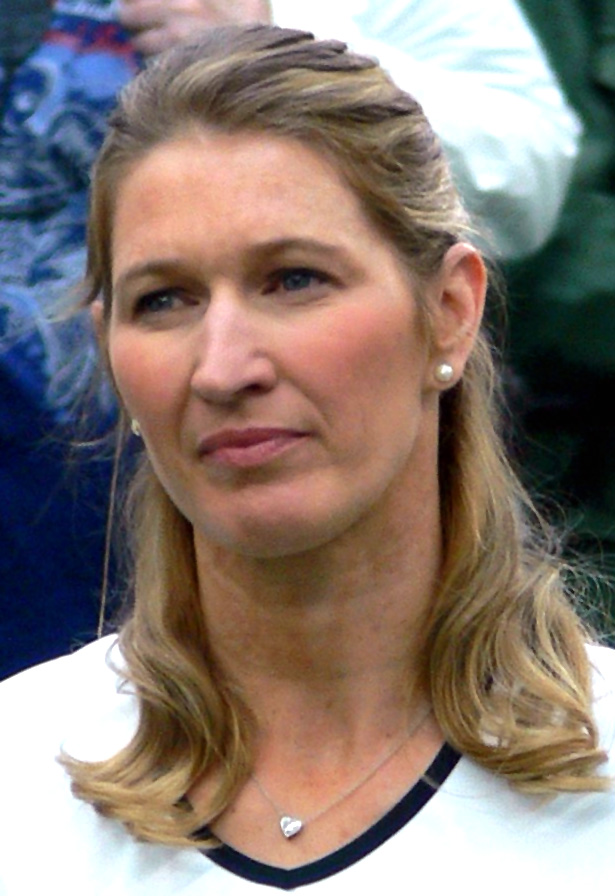
Steffi Graf conquistou o Grand Slam em 1988.

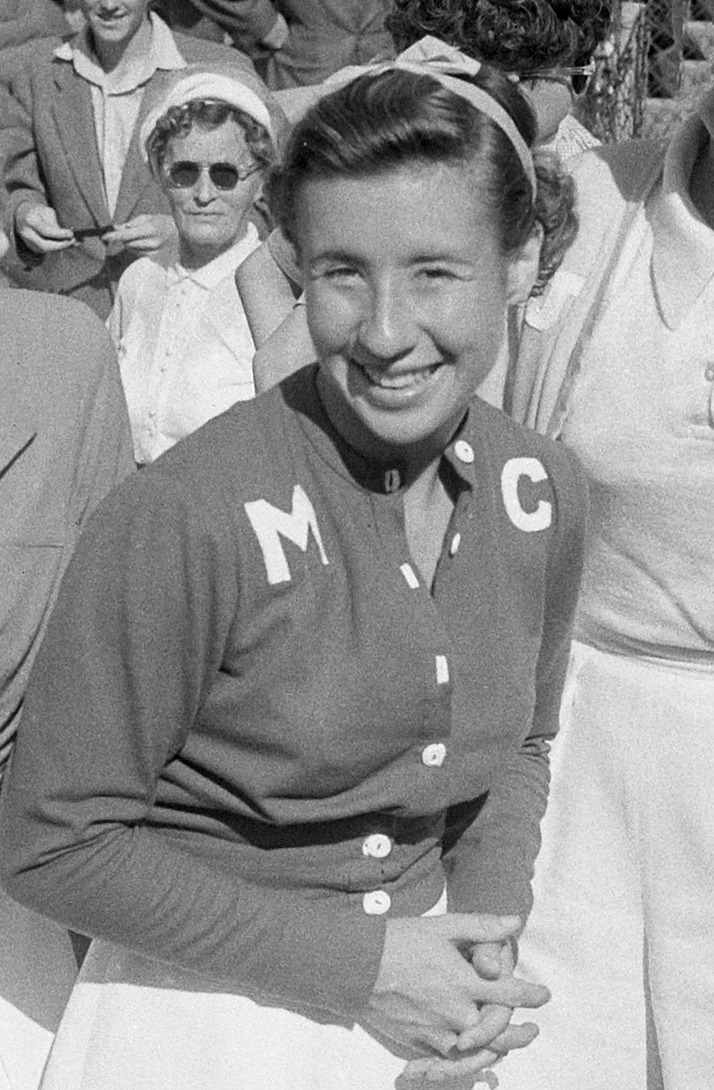
Maureen Connolly foi a primeira mulher a conquistar o Grand Slam, em 1953.

O termo Grand Slam teve origem no bridge, sendo aplicado quando um par de jogadores ganha todas as 13 vazas disponíveis. Passou depois ao golfe, distinguido o atleta que vença os 4 principais torneios de golfe na mesma época. Do golfe passou ao ténis, aplicando-se igualmente ao tenista que conquiste o 4 principais torneios de ténis na mesma temporada. O Grand Slam de Ténis é assim constituído por 4 torneios: Australian Open, Roland Garros, Wimbledon e US Open. Cada um destes torneios designa-se por Torneio do Grand Slam.
| Court | Torneio         | País           | Singulares Femininos | Singulares Femininos | Superfície     |
| Court | Torneio         | País           | Criação              | Edições              | Superfície     |
| ----- | --------------- | -------------- | -------------------- | -------------------- | -------------- |
|       | Australian Open | Austrália      | 1922                 | 95                   | piso sintético |
|       | Roland Garros   | França         | 1897                 | 120                  | terra batida   |
|       | Wimbledon       | Grã-Bretanha   | 1884                 | 128                  | relva          |
|       | US Open         | Estados Unidos | 1887                 | 136                  | piso sintético |

Com exceção de Wimbledon, ao longo da história os torneios tiveram outros nomes: o Australian Open teve as designações de Australasian Championships (1905–1926) e Australian Championships (1927–1968); Roland Garros designou-se French National Championship (1891–1924) e French Championships (1925–1967) e o US Open designou-se US National Championships (1881–1967).
Nos diferentes torneios a competição feminina começou em datas distintas: em Wimbledon a competição de singulares femininos começou em 1884, no US Open o torneio feminino iniciou-se em 1887, em Roland Garros a competição feminina foi criada em 1897 e no Australian Open o quadro feminino debutou em 1922. O US Open é o torneio com mais edições, pois ao contrário dos demais continuou a ser disputado durante as duas Guerras Mundiais.
Entre 1912 e 1923 existiram 3 Torneios Majors: World Grass Court Championships (Wimbledon, disputado em relva), World Hard Court Championships (disputado em França em terra batida) e World Covered Court Championships (disputado indoor em vários locais em piso de madeira). Em 1913 a Federação Internacional de Ténis (criada no mesmo ano) designou estes 3 torneios como Majors.
Em 1925 os actuais 4 Torneios do Gand Slam foram oficialmente reconhecidos pela Federação Internacional de Ténis como pertencentes ao Grand Slam de Ténis, sendo considerados os mais importantes do Mundo. O World Hard Court Championships e o World Covered Court Championships foram extintos.
Até 1924 o Torneio de Roland Garros era reservado a tenistas membros dos clubes franceses de ténis, o que incluía apenas jogadores franceses ou residentes em França. Devido a esta restrição somente as edições após 1925, quando o torneio foi aberto à participação de tenistas estrangeiros, são reconhecidas pela Federação Internacional de Ténis como tendo estatuto de Grand Slam.
A Era Amadora durou desde a criação de cada torneio até ao Australian Open de 1968. Neste período os Torneios do Grand Slam eram reservados a tenistas amadores, ficando excluídos os profissionais.
A Era Open iniciou-se com o Torneio de Roland Garros de 1968 e desde então os Torneios do Grand Slam ficaram abertos à participação dos tenistas profissionais.
A conquista do Grand Slam, máxima honra do ténis, corresponde à vitória consecutiva e na mesma temporada dos 4 Torneios do Grand Slam. Somente desde 1922, primeira época com singulares femininos no Australian Open, é possível a conquista do Grand Slam. A vitória individual num Torneio do Grand Slam designa-se por Título do Grand Slam.
Somente 3 mulheres conquistaram o Grand Slam, vencendo os 4 Torneios do Grand Slam na mesma temporada. Maureen Connolly completou o Grand Slam em 1951, tendo sido a primeira mulher a fazê-lo. Margaret Court conquistou o Grand Slam em 1970, já na Era Open, tendo o mesmo feito sido alcançado por Steffi Graf em 1988.
O recorde de Títulos do Grand Slam pertence a Margaret Court, com 24 títulos conquistados. Entre as tenistas com mais títulos contam-se Serena Williams, com 23 títulos, Steffi Graf, com 22 títulos, Helen Wills, com 19 títulos, Chris Evert e  Martina Navratilova, ambas com 18 títulos, seguidas de Billie Jean King, com 12 títulos.

### Superfícies
Só Roland Garros e Wimbledon mantiveram sempre a mesma superfície de jogo. O Australian Open e o US Open tiveram alterações de superfície ao longo da sua história.
| Épocas          | Evolução das Superfícies | Evolução das Superfícies          |
| --------------- | ------------------------ | --------------------------------- |
| 1884 – 1974     | AO RG WI US              | piso sintético terra batida relva |
| 1975 – 1977     | AO RG WI US              | piso sintético terra batida relva |
| 1978 – 1987     | AO RG WI US              | piso sintético terra batida relva |
| 1988 – presente | AO RG WI US              | piso sintético terra batida relva |

### Troféus
Os troféus de singulares femininos dos Torneios do Grand Slam são os seguintes:

Australian Open Daphne Akhurst Memorial Cup
Roland Garros Coupe Suzanne Lenglen
Wimbledon Venus Rosewater Dish
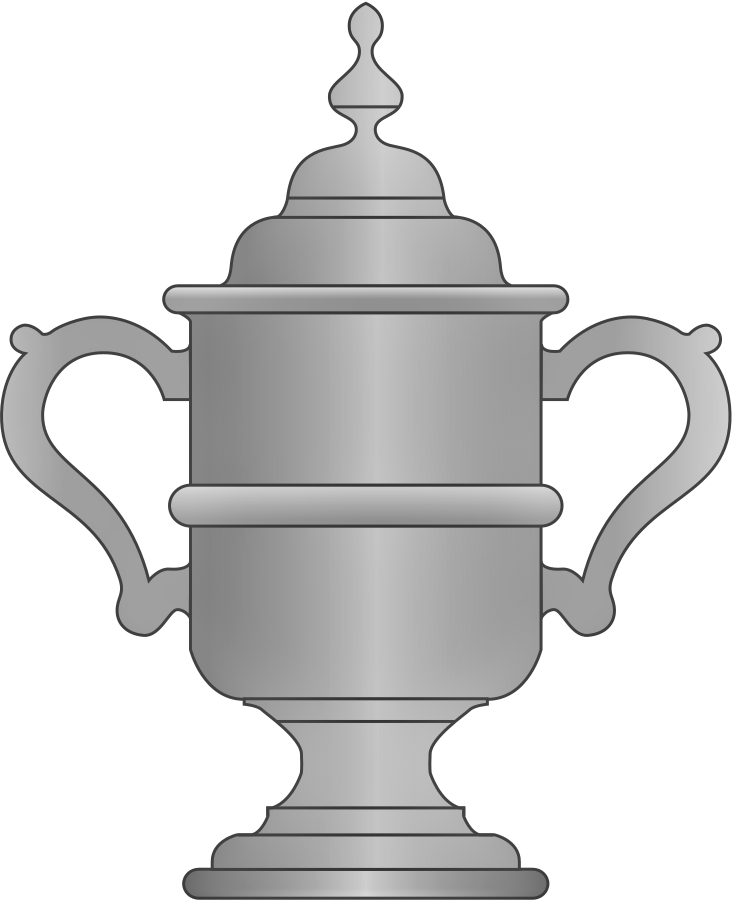
US Open US Open Trophy

## Campeãs por época
As competições femininas iniciaram-se sucessivamente em 1884, 1887, 1897 e 1922.

### Era Amadora
| Ano  | Australian Championships  | Roland Garros                                                         | Wimbledon                | US National Championships |
| ---- | ------------------------- | --------------------------------------------------------------------- | ------------------------ | ------------------------- |
| 1884 |                           |                                                                       | Maud Watson (1/2)        |                           |
| 1885 |                           |                                                                       | Maud Watson (2/2)        |                           |
| 1886 |                           |                                                                       | Blanche Bingley (1/6)    |                           |
| 1887 |                           |                                                                       | Lottie Dod (1/5)         | Ellen Hansell             |
| 1888 |                           |                                                                       | Lottie Dod (2/5)         | Bertha Townsend (1/2)     |
| 1889 |                           |                                                                       | Blanche Bingley (2/6)    | Bertha Townsend (2/2)     |
| 1890 |                           |                                                                       | Lena Rice                | Ellen Roosevelt           |
| 1891 |                           |                                                                       | Lottie Dod (3/5)         | Mabel Cahill (1/2)        |
| 1892 |                           |                                                                       | Lottie Dod (4/5)         | Mabel Cahill (2/2)        |
| 1893 |                           |                                                                       | Lottie Dod (5/5)         | Aline Terry               |
| 1894 |                           |                                                                       | Blanche Bingley (3/6)    | Helen Hellwig             |
| 1895 |                           |                                                                       | Charlotte Cooper (1/5)   | Juliette Atkinson (1/3)   |
| 1896 |                           |                                                                       | Charlotte Cooper (2/5)   | Elisabeth Moore (1/4)     |
| 1897 |                           | Adine Masson ‡                                                        | Blanche Bingley (4/6)    | Juliette Atkinson (2/3)   |
| 1898 |                           | Adine Masson ‡                                                        | Charlotte Cooper (3/5)   | Juliette Atkinson (3/3)   |
| 1899 |                           | Adine Masson ‡                                                        | Blanche Bingley (5/6)    | Marion Jones (1/2)        |
| 1900 |                           | Hélène Prévost ‡                                                      | Blanche Bingley (6/6)    | Myrtle McAteer            |
| 1901 |                           | P. Girod ‡                                                            | Charlotte Cooper (4/5)   | Elisabeth Moore (2/4)     |
| 1902 |                           | Adine Masson ‡                                                        | Muriel Robb              | Marion Jones (2/2)        |
| 1903 |                           | Adine Masson ‡                                                        | Dorothea Chambers (1/7)  | Elisabeth Moore (3/4)     |
| 1904 |                           | Kate Gillou ‡                                                         | Dorothea Chambers (2/7)  | May Sutton (1/3)          |
| 1905 |                           | Kate Gillou ‡                                                         | May Sutton (2/3)         | Elisabeth Moore (4/4)     |
| 1906 |                           | Kate Gillou ‡                                                         | Dorothea Chambers (3/7)  | Helen Homans              |
| 1907 |                           | Comtesse de Kermel ‡                                                  | May Sutton (3/3)         | Evelyn Sears              |
| 1908 |                           | Kate Gillou ‡                                                         | Charlotte Cooper (5/5)   | Maud Barger-Wallach       |
| 1909 |                           | Jeanne Matthey ‡                                                      | Dora Boothby             | Hazel Wightman (1/4)      |
| 1910 |                           | Jeanne Matthey ‡                                                      | Dorothea Chambers (4/7)  | Hazel Wightman (2/4)      |
| 1911 |                           | Jeanne Matthey ‡                                                      | Dorothea Chambers (5/7)  | Hazel Wightman (3/4)      |
| 1912 |                           | Jeanne Matthey ‡                                                      | Ethel Thomson            | Mary Browne (1/3)         |
| 1913 |                           | Marguerite Broquedis ‡                                                | Dorothea Chambers (6/7)  | Mary Browne (2/3)         |
| 1914 |                           | Marguerite Broquedis ‡                                                | Dorothea Chambers (7/7)  | Mary Browne (3/3)         |
| 1915 |                           | I Guerra Mundial                                                      | I Guerra Mundial         | Molla Mallory (1/8)       |
| 1916 |                           | I Guerra Mundial                                                      | I Guerra Mundial         | Molla Mallory (2/8)       |
| 1917 |                           | I Guerra Mundial                                                      | I Guerra Mundial         | Molla Mallory (3/8)       |
| 1918 |                           | I Guerra Mundial                                                      | I Guerra Mundial         | Molla Mallory (4/8)       |
| 1919 |                           | I Guerra Mundial                                                      | Suzanne Lenglen (1/8)    | Hazel Wightman (4/4)      |
| 1920 |                           | Suzanne Lenglen ‡                                                     | Suzanne Lenglen (2/8)    | Molla Mallory (5/8)       |
| 1921 |                           | Suzanne Lenglen ‡                                                     | Suzanne Lenglen (3/8)    | Molla Mallory (6/8)       |
| 1922 | Margaret Molesworth (1/2) | Suzanne Lenglen ‡                                                     | Suzanne Lenglen (4/8)    | Molla Mallory (7/8)       |
| 1923 | Margaret Molesworth (2/2) | Suzanne Lenglen ‡                                                     | Suzanne Lenglen (5/8)    | Helen Wills (1/19)        |
| 1924 | Sylvia Harper             | Julie Vlasto ‡                                                        | Kitty McKane (1/2)       | Helen Wills (2/19)        |
| 1925 | Daphne Akhurst (1/5)      | Suzanne Lenglen (6/8)                                                 | Suzanne Lenglen (7/8)    | Helen Wills (3/19)        |
| 1926 | Daphne Akhurst (2/5)      | Suzanne Lenglen (8/8)                                                 | Kitty McKane (2/2)       | Molla Mallory (8/8)       |
| 1927 | Esna Boyd                 | Kornelia Bouman                                                       | Helen Wills (4/19)       | Helen Wills (5/19)        |
| 1928 | Daphne Akhurst (3/5)      | Helen Wills (6/19)                                                    | Helen Wills (7/19)       | Helen Wills (8/19)        |
| 1929 | Daphne Akhurst (4/5)      | Helen Wills (9/19)                                                    | Helen Wills (10/19)      | Helen Wills (11/19)       |
| 1930 | Daphne Akhurst (5/5)      | Helen Wills (12/19)                                                   | Helen Wills (13/19)      | Betty Nuthall             |
| 1931 | Coral Buttsworth (1/2)    | Cilly Aussem (1/2)                                                    | Cilly Aussem (2/2)       | Helen Wills (14/19)       |
| 1932 | Coral Buttsworth (2/2)    | Helen Wills (15/19)                                                   | Helen Wills (16/19)      | Helen Jacobs (1/5)        |
| 1933 | Joan Hartigan (1/3)       | Margaret Scriven (1/2)                                                | Helen Wills (17/19)      | Helen Jacobs (2/5)        |
| 1934 | Joan Hartigan (2/3)       | Margaret Scriven (2/2)                                                | Dorothy Round (1/3)      | Helen Jacobs (3/5)        |
| 1935 | Dorothy Round (2/3)       | Hilde Sperling (1/3)                                                  | Helen Wills (18/19)      | Helen Jacobs (4/5)        |
| 1936 | Joan Hartigan (3/3)       | Hilde Sperling (2/3)                                                  | Helen Hull Jacobs (5/5)  | Alice Marble (1/5)        |
| 1937 | Nancye Bolton (1/6)       | Hilde Sperling (3/3)                                                  | Dorothy Round (3/3)      | Anita Lizana              |
| 1938 | Dorothy Cheney            | Simone Mathieu (1/2)                                                  | Helen Wills (19/19)      | Alice Marble (2/5)        |
| 1939 | Emily Hood                | Simone Mathieu (2/2)                                                  | Alice Marble (3/5)       | Alice Marble (4/5)        |
| 1940 | Nancye Bolton (2/6)       | II Guerra Mundial                                                     | II Guerra Mundial        | Alice Marble (5/5)        |
| 1941 | II Guerra Mundial         | II Guerra Mundial Tournoi de France não reconhecido por Roland Garros | II Guerra Mundial        | Sarah Palfrey (1/2)       |
| 1942 | II Guerra Mundial         | II Guerra Mundial Tournoi de France não reconhecido por Roland Garros | II Guerra Mundial        | Pauline Betz (1/5)        |
| 1943 | II Guerra Mundial         | II Guerra Mundial Tournoi de France não reconhecido por Roland Garros | II Guerra Mundial        | Pauline Betz (2/5)        |
| 1944 | II Guerra Mundial         | II Guerra Mundial Tournoi de France não reconhecido por Roland Garros | II Guerra Mundial        | Pauline Betz (3/5)        |
| 1945 | II Guerra Mundial         | II Guerra Mundial Tournoi de France não reconhecido por Roland Garros | II Guerra Mundial        | Sarah Palfrey (2/2)       |
| 1946 | Nancye Bolton (3/6)       | Margaret Osborne (1/6)                                                | Pauline Betz (4/5)       | Pauline Betz (5/5)        |
| 1947 | Nancye Bolton (4/6)       | Patricia Canning                                                      | Margaret Osborne (2/6)   | Louise Brough (1/6)       |
| 1948 | Nancye Bolton (5/6)       | Nelly Landry                                                          | Louise Brough (2/6)      | Margaret Osborne (3/6)    |
| 1949 | Doris Hart (1/6)          | Margaret Osborne (4/6)                                                | Louise Brough (3/6)      | Margaret Osborne (5/6)    |
| 1950 | Louise Brough (4/6)       | Doris Hart (2/6)                                                      | Louise Brough (5/6)      | Margaret Osborne (6/6)    |
| 1951 | Nancye Bolton (6/6)       | Shirley Fry (1/4)                                                     | Doris Hart (3/6)         | Maureen Connolly (1/9)    |
| 1952 | Thelma Coyne Long (1/2)   | Doris Hart (4/6)                                                      | Maureen Connolly (2/9)   | Maureen Connolly (3/9)    |
| 1953 | Maureen Connolly (4/9)    | Maureen Connolly (5/9)                                                | Maureen Connolly (6/9)   | Maureen Connolly (7/9)    |
| 1954 | Thelma Coyne Long (2/2)   | Maureen Connolly (8/9)                                                | Maureen Connolly (9/9)   | Doris Hart (5/6)          |
| 1955 | Beryl Penrose             | Angela Mortimer (1/3)                                                 | Louise Brough (6/6)      | Doris Hart (6/6)          |
| 1956 | Mary Carter (1/2)         | Althea Gibson (1/5)                                                   | Shirley Fry (2/4)        | Shirley Fry (3/4)         |
| 1957 | Shirley Fry (4/4)         | Shirley Bloomer                                                       | Althea Gibson (2/5)      | Althea Gibson (3/5)       |
| 1958 | Angela Mortimer (2/3)     | Zsuzsa Körmöczy                                                       | Althea Gibson (4/5)      | Althea Gibson (5/5)       |
| 1959 | Mary Carter (2/2)         | Christine Truman                                                      | Maria Esther Bueno (1/7) | Maria Esther Bueno (2/7)  |
| 1960 | Margaret Court (1/24)     | Darlene Hard (1/3)                                                    | Maria Esther Bueno (3/7) | Darlene Hard (2/3)        |
| 1961 | Margaret Court (2/24)     | Ann Jones (1/3)                                                       | Angela Mortimer (3/3)    | Darlene Hard (3/3)        |
| 1962 | Margaret Court (3/24)     | Margaret Court (4/24)                                                 | Karen Susman             | Margaret Court (5/24)     |
| 1963 | Margaret Court (6/24)     | Lesley Turner (1/2)                                                   | Margaret Court (7/24)    | Maria Esther Bueno (4/7)  |
| 1964 | Margaret Court (8/24)     | Margaret Court (9/24)                                                 | Maria Esther Bueno (5/7) | Maria Esther Bueno (6/7)  |
| 1965 | Margaret Court (10/24)    | Lesley Turner (2/2)                                                   | Margaret Court (11/24)   | Margaret Court (12/24)    |
| 1966 | Margaret Court (13/24)    | Ann Jones (2/3)                                                       | Billie Jean King (1/12)  | Maria Esther Bueno (7/7)  |
| 1967 | Nancy Richey (1/2)        | Françoise Dürr                                                        | Billie Jean King (2/12)  | Billie Jean King (3/12)   |
| 1968 | Billie Jean King (4/12)   |                                                                       |                          |                           |

### Era Open
| Ano  | Australian Open                | Roland Garros              | Wimbledon                   | US Open                     |
| ---- | ------------------------------ | -------------------------- | --------------------------- | --------------------------- |
| 1968 |                                | Nancy Richey (2/2)         | Billie Jean King (5/12)     | Virginia Wade (1/3)         |
| 1969 | Margaret Court (14/24)         | Margaret Court (15/24)     | Ann Jones (3/3)             | Margaret Court (16/24)      |
| 1970 | Margaret Court (17/24)         | Margaret Court (18/24)     | Margaret Court (19/24)      | Margaret Court (20/24)      |
| 1971 | Margaret Court (21/24)         | Evonne Goolagong (1/7)     | Evonne Goolagong (2/7)      | Billie Jean King (6/12)     |
| 1972 | Virginia Wade (2/3)            | Billie Jean King (7/12)    | Billie Jean King (8/12)     | Billie Jean King (9/12)     |
| 1973 | Margaret Court (22/24)         | Margaret Court (23/24)     | Billie Jean King (10/12)    | Margaret Court (24/24)      |
| 1974 | Evonne Goolagong (3/7)         | Chris Evert (1/18)         | Chris Evert (2/18)          | Billie Jean King (11/12)    |
| 1975 | Evonne Goolagong (4/7)         | Chris Evert (3/18)         | Billie Jean King (12/12)    | Chris Evert (4/18)          |
| 1976 | Evonne Goolagong (5/7)         | Sue Barker                 | Chris Evert (5/18)          | Chris Evert (6/18)          |
| 1977 | Evonne Goolagong (6/7)         | Mima Jaušovec              | Virginia Wade (3/3)         | Chris Evert (7/18)          |
| 1977 | Kerry Melville ‡‡              | Mima Jaušovec              | Virginia Wade (3/3)         | Chris Evert (7/18)          |
| 1978 | Chris O'Neil ‡‡                | Virginia Ruzici            | Martina Navrátilová (1/18)  | Chris Evert (8/18)          |
| 1979 | Barbara Jordan ‡‡              | Chris Evert (9/18)         | Martina Navrátilová (2/18)  | Tracy Austin (1/2)          |
| 1980 | Hana Mandlíková (1/4) ‡‡       | Chris Evert (10/18)        | Evonne Goolagong (7/7)      | Chris Evert (11/18)         |
| 1981 | Martina Navrátilová (3/18) ‡‡  | Hana Mandlíková (2/4)      | Chris Evert (12/18)         | Tracy Austin (2/2)          |
| 1982 | Chris Evert (14/18) ‡‡         | Martina Navrátilová (4/18) | Martina Navrátilová (5/18)  | Chris Evert (13/18)         |
| 1983 | Martina Navrátilová (8/18) ‡‡  | Chris Evert (15/18)        | Martina Navrátilová (6/18)  | Martina Navrátilová (7/18)  |
| 1984 | Chris Evert (16/18) ‡‡         | Martina Navrátilová (9/18) | Martina Navrátilová (10/18) | Martina Navrátilová (11/18) |
| 1985 | Martina Navrátilová (13/18) ‡‡ | Chris Evert (17/18)        | Martina Navrátilová (12/18) | Hana Mandlíková (3/4)       |
| 1986 | Mudança de data                | Chris Evert (18/18)        | Martina Navrátilová (14/18) | Martina Navrátilová (15/18) |
| 1987 | Hana Mandlíková (4/4)          | Steffi Graf (1/22)         | Martina Navrátilová (16/18) | Martina Navrátilová (17/18) |
| 1988 | Steffi Graf (2/22)             | Steffi Graf (3/22)         | Steffi Graf (4/22)          | Steffi Graf (5/22)          |
| 1989 | Steffi Graf (6/22)             | Arantxa Sánchez (1/4)      | Steffi Graf (7/22)          | Steffi Graf (8/22)          |
| 1990 | Steffi Graf (9/22)             | Monica Seles (1/9)         | Martina Navrátilová (18/18) | Gabriela Sabatini           |
| 1991 | Monica Seles (2/9)             | Monica Seles (3/9)         | Steffi Graf (10/22)         | Monica Seles (4/9)          |
| 1992 | Monica Seles (5/9)             | Monica Seles (6/9)         | Steffi Graf (11/22)         | Monica Seles (7/9)          |
| 1993 | Monica Seles (8/9)             | Steffi Graf (12/22)        | Steffi Graf (13/22)         | Steffi Graf (14/22)         |
| 1994 | Steffi Graf (15/22)            | Arantxa Sánchez (2/4)      | Conchita Martínez           | Arantxa Sánchez (3/4)       |
| 1995 | Mary Pierce (1/2)              | Steffi Graf (16/22)        | Steffi Graf (17/22)         | Steffi Graf (18/22)         |
| 1996 | Monica Seles (9/9)             | Steffi Graf (19/22)        | Steffi Graf (20/22)         | Steffi Graf (21/22)         |
| 1997 | Martina Hingis (1/5)           | Iva Majoli                 | Martina Hingis (2/5)        | Martina Hingis (3/5)        |
| 1998 | Martina Hingis (4/5)           | Arantxa Sánchez (4/4)      | Jana Novotná                | Lindsay Davenport (1/3)     |
| 1999 | Martina Hingis (5/5)           | Steffi Graf (22/22)        | Lindsay Davenport (2/3)     | Serena Williams (1/23)      |
| 2000 | Lindsay Davenport (3/3)        | Mary Pierce (2/2)          | Venus Williams (1/7)        | Venus Williams (2/7)        |
| 2001 | Jennifer Capriati (1/3)        | Jennifer Capriati (2/3)    | Venus Williams (3/7)        | Venus Williams (4/7)        |
| 2002 | Jennifer Capriati (3/3)        | Serena Williams (2/23)     | Serena Williams (3/23)      | Serena Williams (4/23)      |
| 2003 | Serena Williams (5/23)         | Justine Henin (1/7)        | Serena Williams (6/23)      | Justine Henin (2/7)         |
| 2004 | Justine Henin (3/7)            | Anastasia Myskina          | Maria Sharapova (1/5)       | Svetlana Kuznetsova (1/2)   |
| 2005 | Serena Williams (7/23)         | Justine Henin (4/7)        | Venus Williams (5/7)        | Kim Clijsters (1/4)         |
| 2006 | Amélie Mauresmo (1/2)          | Justine Henin (5/7)        | Amélie Mauresmo (2/2)       | Maria Sharapova (2/5)       |
| 2007 | Serena Williams (8/23)         | Justine Henin (6/7)        | Venus Williams (6/7)        | Justine Henin (7/7)         |
| 2008 | Maria Sharapova (3/5)          | Ana Ivanović               | Venus Williams (7/7)        | Serena Williams (9/23)      |
| 2009 | Serena Williams (10/23)        | Svetlana Kuznetsova (2/2)  | Serena Williams (11/23)     | Kim Clijsters (2/4)         |
| 2010 | Serena Williams (12/23)        | Francesca Schiavone        | Serena Williams (13/23)     | Kim Clijsters (3/4)         |
| 2011 | Kim Clijsters (4/4)            | Li Na (1/2)                | Petra Kvitová (1/2)         | Samantha Stosur             |
| 2012 | Victoria Azarenka (1/2)        | Maria Sharapova (4/5)      | Serena Williams (14/23)     | Serena Williams (15/23)     |
| 2013 | Victoria Azarenka (2/2)        | Serena Williams (16/23)    | Marion Bartoli              | Serena Williams (17/23)     |
| 2014 | Li Na (2/2)                    | Maria Sharapova (5/5)      | Petra Kvitová (2/2)         | Serena Williams (18/23)     |
| 2015 | Serena Williams (19/23)        | Serena Williams (20/23)    | Serena Williams (21/23)     | Flavia Pennetta             |
| 2016 | Angelique Kerber (1/3)         | Garbiñe Muguruza (1/2)     | Serena Williams (22/23)     | Angelique Kerber (2/3)      |
| 2017 | Serena Williams (23/23)        | Jelena Ostapenko           | Garbiñe Muguruza (2/2)      | Sloane Stephens             |
| 2018 | Caroline Wozniacki             | Simona Halep (1/2)         | Angelique Kerber (3/3)      | Naomi Osaka (1/4)           |
| 2019 | Naomi Osaka (2/4)              | Ashleigh Barty (1/3)       | Simona Halep (2/2)          | Bianca Andreescu            |
| 2020 | Sofia Kenin                    | Iga Swiatek (1/5)          | Pandemia                    | Naomi Osaka (3/4)           |
| 2021 | Naomi Osaka (4/4)              | Barbora Krejcikova         | Ashleigh Barty (2/3)        | Emma Raducanu               |
| 2022 | Ashleigh Barty (3/5)           | Iga Swiatek (2/5)          | Elena Rybakina              | Iga Swiatek (3/5)           |
| 2023 | Aryna Sabalenka (1/2)          | Iga Swiatek (2/5)          | Marketa Vondrousova         | Coco Gauff                  |
| 2024 | Aryna Sabalenka (2/2)          | Iga Swiatek (5/5)          |                             |                             |

Legenda
|    | Conquista do Grand Slam (vencer os 4 Torneios do Grand Slam na mesma temporada). |
| ‡  | Edição reservada a jogadores membros de clubes de ténis do País organizador. Não reconhecido como Torneio do Grand Slam pela Federação Internacional de Ténis. |
| ‡‡ | Edição do Australian Open realizada em Dezembro (tradicionalmente o Torneio é disputado em Janeiro). Em 1977 realizaram-se duas edições: em Janeiro e Dezembro. Em 1986 não houve qualquer edição, tendo o Torneio voltado a realizar-se em Janeiro (a edição de Dezembro de 1986 transitou para Janeiro de 1987). |

## Campeãs por carreira

### Grand Slam
A conquista do Grand Slam, máxima honra do ténis, consiste na vitória nos 4 Torneios do Grand Slam na mesma temporada. Somente 3 tenistas conquistaram o Grand Slam em singulares femininos.
| Tenista          | Época | Idade   |
| ---------------- | ----- | ------- |
| Maureen Connolly | 1953  | 18 anos |
| Margaret Court   | 1970  | 28 anos |
| Steffi Graf      | 1988  | 19 anos |

### Títulos do Grand Slam
Desde o início das competições um total de 125 tenistas foram campeãs em singulares de Torneios do Grand Slam.
| Nº  | Tenista             | Grand Slams         | Títulos do Grand Slam | Títulos do Grand Slam                                                                                          |
| Nº  | Tenista             | Grand Slams         | Títulos               | Épocas |
| --- | ------------------- | ------------------- | --------------------- | --- |
| 1º  | Margaret Court      | 1                   | 24                    | 1960, 1961, 1962 (3), 1963 (2), 1964 (2), 1965 (3), 1966, 1969 (3), 1970 (4), 1971, 1973 (3)                   |
| 2º  | Steffi Graf         | 1                   | 22                    | 1987, 1988 (4), 1989 (3), 1990, 1991, 1992, 1993 (3), 1994, 1995 (3), 1996 (3), 1999                           |
| 3º  | Maureen Connolly    | 1                   | 9                     | 1951, 1952 (2), 1953 (4), 1954 (2)                                                                             |
| 4º  | Serena Williams     | Serena Williams     | 23                    | 1999, 2002 (3), 2003 (2), 2005, 2007, 2008, 2009 (2), 2010 (2), 2012 (2), 2013 (2), 2014, 2015 (3), 2016, 2017 |
| 5º  | Helen Wills         | Helen Wills         | 19                    | 1923, 1924, 1925, 1927 (2), 1928 (3), 1929 (3), 1930 (2) 1931, 1932 (2), 1933, 1935, 1938                      |
| 6º  | Chris Evert         | Chris Evert         | 18                    | 1974 (2), 1975 (2), 1976 (2), 1977, 1978, 1979, 1980 (2), 1981, 1982 (2), 1983, 1984, 1985, 1986               |
| -   | Martina Navratilova | Martina Navratilova | 18                    | 1978, 1979, 1981, 1982 (2), 1983 (3), 1984 (3), 1985 (2), 1986 (2), 1987 (2), 1990                             |
| 8º  | Billie Jean King    | Billie Jean King    | 12                    | 1966, 1967 (2), 1968 (2), 1971, 1972 (3), 1973, 1974, 1975                                                     |
| 9º  | Monica Seles        | Monica Seles        | 9                     | 1990, 1991 (3), 1992 (3), 1993, 1996                                                                           |
| 10º | Suzanne Lenglen     | Suzanne Lenglen     | 8                     | 1919, 1920, 1921, 1922, 1923, 1925 (2), 1926                                                                   |
| -   | Molla Mallory       | Molla Mallory       | 8                     | 1915, 1916, 1917, 1918, 1920, 1921, 1922, 1926                                                                 |
| 12º | Dorothea Chambers   | Dorothea Chambers   | 7                     | 1903, 1904, 1906, 1910, 1911, 1913, 1914                                                                       |
| -   | Maria Esther Bueno  | Maria Esther Bueno  | 7                     | 1959 (2), 1960, 1963, 1964 (2), 1966                                                                           |
| -   | Evonne Goolagong    | Evonne Goolagong    | 7                     | 1971 (2), 1974, 1975, 1976, 1977, 1980                                                                         |
| -   | Justine Henin       | Justine Henin       | 7                     | 2003 (2), 2004, 2005, 2006, 2007 (2)                                                                           |
| -   | Venus Williams      | Venus Williams      | 7                     | 2000 (2), 2001, (2), 2005, 2007, 2008                                                                          |
| 17º | Blanche Bingley     | Blanche Bingley     | 6                     | 1886, 1889, 1894, 1897, 1899, 1900,                                                                            |
| -   | Margaret Osborne    | Margaret Osborne    | 6                     | 1946, 1947, 1948, 1949 (2), 1950                                                                               |
| -   | Nancye Bolton       | Nancye Bolton       | 6                     | 1937, 1940, 1946, 1947, 1948, 1951                                                                             |
| -   | Louise Brough       | Louise Brough       | 6                     | 1947, 1948, 1949, 1950 (2), 1955                                                                               |
| -   | Doris Hart          | Doris Hart          | 6                     | 1949, 1950, 1951, 1952, 1954, 1955                                                                             |
| 22º | Lottie Dod          | Lottie Dod          | 5                     | 1887, 1888, 1891, 1892, 1893                                                                                   |
| -   | Charlotte Cooper    | Charlotte Cooper    | 5                     | 1895, 1896, 1898, 1901, 1908                                                                                   |
| -   | Daphne Akhurst      | Daphne Akhurst      | 5                     | 1925, 1926, 1928, 1929, 1930                                                                                   |
| -   | Helen Jacobs        | Helen Jacobs        | 5                     | 1932, 1933, 1934, 1935, 1936                                                                                   |
| -   | Alice Marble        | Alice Marble        | 5                     | 1936, 1938, 1939 (2), 1940                                                                                     |
| -   | Pauline Betz        | Pauline Betz        | 5                     | 1942, 1943, 1944, 1946 (2)                                                                                     |
| -   | Althea Gibson       | Althea Gibson       | 5                     | 1956, 1957 (2), 1958 (2)                                                                                       |
| -   | Martina Hingis      | Martina Hingis      | 5                     | 1997 (3), 1998, 1999                                                                                           |
| -   | Maria Sharapova     | Maria Sharapova     | 5                     | 2004, 2006, 2008, 2012, 2014                                                                                   |
| -   | Iga Swiatek         | Iga Swiatek         | 5                     | 2020, 2022 (2), 2023, 2024                                                                                     |
| 32º | Elisabeth Moore     | Elisabeth Moore     | 4                     | 1896, 1901, 1903, 1905                                                                                         |
| -   | Hazel Wightman      | Hazel Wightman      | 4                     | 1909, 1910, 1911, 1919                                                                                         |
| -   | Shirley Fry         | Shirley Fry         | 4                     | 1951, 1956 (2), 1957                                                                                           |
| -   | Hana Mandlikova     | Hana Mandlikova     | 4                     | 1980, 1981, 1985, 1987                                                                                         |
| -   | Arantxa Sánchez     | Arantxa Sánchez     | 4                     | 1989, 1994 (2), 1998                                                                                           |
| -   | Kim Clijsters       | Kim Clijsters       | 4                     | 2005, 2009, 2010, 2011                                                                                         |
|     | Naomi Osaka         | Naomi Osaka         | 4                     | 2018, 2019, 2020, 2021                                                                                         |
| 39º | Juliette Atkinson   | Juliette Atkinson   | 3                     | 1895, 1897, 1898                                                                                               |
| -   | May Sutton          | May Sutton          | 3                     | 1904, 1905, 1907                                                                                               |
| -   | Mary Browne         | Mary Browne         | 3                     | 1912, 1913, 1914                                                                                               |
| -   | Joan Hartigan       | Joan Hartigan       | 3                     | 1933, 1934, 1936                                                                                               |
| -   | Hilde Sperling      | Hilde Sperling      | 3                     | 1935, 1936, 1937                                                                                               |
| -   | Dorothy Round       | Dorothy Round       | 3                     | 1934, 1935, 1937                                                                                               |
| -   | Angela Mortimer     | Angela Mortimer     | 3                     | 1955, 1958, 1961                                                                                               |
| -   | Darlene Hard        | Darlene Hard        | 3                     | 1960 (2), 1961                                                                                                 |
| -   | Ann Jones           | Ann Jones           | 3                     | 1961, 1966, 1969                                                                                               |
| -   | Virginia Wade       | Virginia Wade       | 3                     | 1968, 1972, 1977                                                                                               |
| -   | Lindsay Davenport   | Lindsay Davenport   | 3                     | 1998, 1999, 2000                                                                                               |
| -   | Jennifer Capriati   | Jennifer Capriati   | 3                     | 2001 (2), 2002                                                                                                 |
| -   | Angelique Kerber    | Angelique Kerber    | 3                     | 2016 (2), 2018                                                                                                 |
| -   | Ashleigh Barty      | Ashleigh Barty      | 3                     | 2019, 2021, 2022                                                                                               |
| 53º | Maud Watson         | Maud Watson         | 2                     | 1884, 1885 |
| -   | Bertha Townsend     | Bertha Townsend     | 2                     | 1888, 1889 |
| -   | Mabel Cahill        | Mabel Cahill        | 2                     | 1891, 1892 |
| -   | Marion Jones        | Marion Jones        | 2                     | 1899, 1902 |
| -   | Margaret Molesworth | Margaret Molesworth | 2                     | 1922, 1923 |
| -   | Kitty McKane        | Kitty McKane        | 2                     | 1924, 1926 |
| -   | Cilly Aussem        | Cilly Aussem        | 2                     | 1931 (2) |
| -   | Coral Buttsworth    | Coral Buttsworth    | 2                     | 1931, 1932 |
| -   | Margaret Scriven    | Margaret Scriven    | 2                     | 1933, 1934 |
| -   | Simone Mathieu      | Simone Mathieu      | 2                     | 1938, 1939 |
| -   | Sarah Palfrey       | Sarah Palfrey       | 2                     | 1941, 1945 |
| -   | Thelma Long         | Thelma Long         | 2                     | 1952, 1954 |
| -   | Mary Carter         | Mary Carter         | 2                     | 1956, 1959 |
| -   | Lesley Turner       | Lesley Turner       | 2                     | 1963, 1965 |
| -   | Nancy Richey        | Nancy Richey        | 2                     | 1967, 1968 |
| -   | Tracy Austin        | Tracy Austin        | 2                     | 1979, 1981 |
| -   | Mary Pierce         | Mary Pierce         | 2                     | 1995, 2000 |
| -   | Amélie Mauresmo     | Amélie Mauresmo     | 2                     | 2006 (2) |
| -   | Svetlana Kuznetsova | Svetlana Kuznetsova | 2                     | 2004, 2009 |
| -   | Victoria Azarenka   | Victoria Azarenka   | 2                     | 2012, 2013 |
| -   | Li Na               | Li Na               | 2                     | 2011, 2014 |
| -   | Petra Kvitova       | Petra Kvitova       | 2                     | 2011, 2014 |
| -   | Garbiñe Muguruza    | Garbiñe Muguruza    | 2                     | 2016, 2017 |
| -   | Simona Halep        | Simona Halep        | 2                     | 2018, 2019 |
| 78º | Ellen Hansell       | Ellen Hansell       | 1                     | 1887 |
| -   | Lena Rice           | Lena Rice           | 1                     | 1890 |
| -   | Ellen Roosevelt     | Ellen Roosevelt     | 1                     | 1890 |
| -   | Aline Terry         | Aline Terry         | 1                     | 1893 |
| -   | Helen Hellwig       | Helen Hellwig       | 1                     | 1894 |
| -   | Myrtle McAteer      | Myrtle McAteer      | 1                     | 1900 |
| -   | Muriel Robb         | Muriel Robb         | 1                     | 1902 |
| -   | Helen Homans        | Helen Homans        | 1                     | 1906 |
| -   | Evelyn Sears        | Evelyn Sears        | 1                     | 1907 |
| -   | Maud Barger-Wallach | Maud Barger-Wallach | 1                     | 1908 |
| -   | Dora Boothby        | Dora Boothby        | 1                     | 1909 |
| -   | Ethel Thomson       | Ethel Thomson       | 1                     | 1912 |
| -   | Sylvia Lance        | Sylvia Lance        | 1                     | 1924 |
| -   | Esna Boyd           | Esna Boyd           | 1                     | 1927 |
| -   | Kornelia Bouman     | Kornelia Bouman     | 1                     | 1927 |
| -   | Betty Nuthall       | Betty Nuthall       | 1                     | 1930 |
| -   | Anita Lizana        | Anita Lizana        | 1                     | 1937 |
| -   | Dorothy Cheney      | Dorothy Cheney      | 1                     | 1938 |
| -   | Emily Hood          | Emily Hood          | 1                     | 1939 |
| -   | Patricia Canning    | Patricia Canning    | 1                     | 1947 |
| -   | Nelly Adamson       | Nelly Adamson       | 1                     | 1948 |
| -   | Beryl Penrose       | Beryl Penrose       | 1                     | 1955 |
| -   | Shirley Bloomer     | Shirley Bloomer     | 1                     | 1957 |
| -   | Zsuzsa Kormoczy     | Zsuzsa Kormoczy     | 1                     | 1958 |
| -   | Christine Truman    | Christine Truman    | 1                     | 1959 |
| -   | Karen Susman        | Karen Susman        | 1                     | 1962 |
| -   | Françoise Dürr      | Françoise Dürr      | 1                     | 1967 |
| -   | Sue Barker          | Sue Barker          | 1                     | 1976 |
| -   | Kerry Melville      | Kerry Melville      | 1                     | 1977 |
| -   | Mima Jaušovec       | Mima Jaušovec       | 1                     | 1977 |
| -   | Chris O'Neil        | Chris O'Neil        | 1                     | 1978 |
| -   | Virginia Ruzici     | Virginia Ruzici     | 1                     | 1978 |
| -   | Barbara Jordan      | Barbara Jordan      | 1                     | 1979 |
| -   | Gabriela Sabatini   | Gabriela Sabatini   | 1                     | 1990 |
| -   | Conchita Martínez   | Conchita Martínez   | 1                     | 1994 |
| -   | Iva Majoli          | Iva Majoli          | 1                     | 1997 |
| -   | Jana Novotna        | Jana Novotna        | 1                     | 1998 |
| -   | Anastasia Myskina   | Anastasia Myskina   | 1                     | 2004 |
| -   | Ana Ivanovic        | Ana Ivanovic        | 1                     | 2008 |
| -   | Francesca Schiavone | Francesca Schiavone | 1                     | 2010 |
| -   | Samantha Stosur     | Samantha Stosur     | 1                     | 2011 |
| -   | Marion Bartoli      | Marion Bartoli      | 1                     | 2013 |
| -   | Flavia Pennetta     | Flavia Pennetta     | 1                     | 2015 |
| -   | Jelena Ostapenko    | Jelena Ostapenko    | 1                     | 2017 |
| -   | Sloane Stephens     | Sloane Stephens     | 1                     | 2017 |
| -   | Caroline Wozniacki  | Caroline Wozniacki  | 1                     | 2018 |
| -   | Bianca Andreescu    | Bianca Andreescu    | 1                     | 2019 |
| -   | Sofia Kenin         | Sofia Kenin         | 1                     | 2020 |
| -   | Barbora Krejcikova  | Barbora Krejcikova  | 1                     | 2021 |
| -   | Emma Raducanu       | Emma Raducanu       | 1                     | 2021 |
| -   | Elena Rybakina      | Elena Rybakina      | 1                     | 2022 |
| -   | Marketa Vondrousova | Marketa Vondrousova | 1                     | 2023 |
| -   | Coco Gauff          | Coco Gauff          | 1                     | 2023 |

Legenda
| N | As tenistas no activo têm o nome em negrito.       |
| N | As conquistas do Grand Slam têm a data em negrito. |

## Grand Slam de Carreira
O Grand Slam de carreira implica vencer os 4 torneios do Grand Slam durante a carreira. Pela sua dificuldade e raridade é reconhecido como uma grande conquista na modalidade. Foram 10 as tenistas que alcançaram este feito em singulares femininos.
| Tenista             | Época | Idade | 1º Título em cada Torneio | 1º Título em cada Torneio | 1º Título em cada Torneio | 1º Título em cada Torneio |
| Tenista             | Época | Idade | AO                        | RG                        | WI                        | US                        |
| ------------------- | ----- | ----- | ------------------------- | ------------------------- | ------------------------- | ------------------------- |
| Maureen Connolly    | 1953  | 18    | 1953                      | 1953                      | 1952                      | 1951                      |
| Doris Hart          | 1954  | 29    | 1949                      | 1950                      | 1951                      | 1954                      |
| Shirley Fry         | 1957  | 29    | 1957                      | 1951                      | 1956                      | 1956                      |
| Margaret Court      | 1963  | 20    | 1960                      | 1962                      | 1963                      | 1962                      |
| Billie Jean King    | 1972  | 28    | 1968                      | 1972                      | 1966                      | 1967                      |
| Chris Evert         | 1982  | 27    | 1982                      | 1974                      | 1974                      | 1975                      |
| Martina Navratilova | 1983  | 27    | 1981                      | 1982                      | 1978                      | 1983                      |
| Steffi Graf         | 1988  | 19    | 1988                      | 1987                      | 1988                      | 1988                      |
| Serena Williams     | 2003  | 21    | 2003                      | 2002                      | 2002                      | 1999                      |
| Maria Sharapova     | 2012  | 25    | 2008                      | 2012                      | 2004                      | 2006                      |

## Small Slam
Tal como o Grand Slam, também o termo Small Slam (ou Petit Chelem em Francês) teve origem no bridge. No bridge o par de jogadores que ganhe todas as vazas menos uma completa um Small Slam. Assim também se verifica no ténis: o tenista que vença 3 dos 4 torneios do Grand Slam na mesma época conquista um Small Slam. Na história do ténis 8 tenistas conquistaram um total de 18 Small Slams em singulares femininos. 
| Tenista                 | Época | Idade | Resultado em cada Torneio | Resultado em cada Torneio | Resultado em cada Torneio | Resultado em cada Torneio |
| Tenista                 | Época | Idade | AO                        | RG                        | WI                        | US                        |
| ----------------------- | ----- | ----- | ------------------------- | ------------------------- | ------------------------- | ------------------------- |
| Helen Wills             | 1928  | 22    | –                         | V                         | V                         | V                         |
| Helen Wills (2)         | 1929  | 23    | –                         | V                         | V                         | V                         |
| Margaret Court          | 1962  | 20    | V                         | V                         | 2R                        | V                         |
| Margaret Court (2)      | 1965  | 23    | V                         | F                         | V                         | V                         |
| Margaret Court (3)      | 1969  | 27    | V                         | V                         | MF                        | V                         |
| Billie Jean King        | 1972  | 28    | –                         | V                         | V                         | V                         |
| Margaret Court (4)      | 1973  | 31    | V                         | V                         | MF                        | V                         |
| Martina Navratilova     | 1983  | 26    | V                         | 4R                        | V                         | V                         |
| Martina Navratilova (2) | 1984  | 27    | MF                        | V                         | V                         | V                         |
| Steffi Graf             | 1989  | 20    | V                         | F                         | V                         | V                         |
| Monica Seles            | 1991  | 17    | V                         | V                         | –                         | V                         |
| Monica Seles (2)        | 1992  | 18    | V                         | V                         | F                         | V                         |
| Steffi Graf (2)         | 1993  | 24    | F                         | V                         | V                         | V                         |
| Steffi Graf (3)         | 1995  | 26    | –                         | V                         | V                         | V                         |
| Steffi Graf (4)         | 1996  | 27    | –                         | V                         | V                         | V                         |
| Martina Hingis          | 1997  | 16    | V                         | F                         | V                         | V                         |
| Serena Williams         | 2002  | 20    | –                         | V                         | V                         | V                         |
| Serena Williams (2)     | 2015  | 33    | V                         | V                         | V                         | MF                        |

## Recordes
O recorde absoluto de títulos no mesmo torneio do Grand Slam pertence a Margaret Court, com 11 títulos do Australian Open. O recorde de títulos consecutivos no mesmo torneio pertence igualmente a Margaret Court, tendo conquistado 7 títulos consecutivos no Australian Open. A tenista mais nova a vencer um torneio do Grand Slam foi Lottie Dod, tendo conquistado Wimbledon em 1887 com 15 anos de idade. Com a conquista do US Open em 1926, aos 42 anos de idade, Molla Mallory tornou-se na tenista mais velha a vencer um torneio do Grand Slam.

### Maiores Campeãs
| Torneio         | Tenista             | Títulos |
| --------------- | ------------------- | ------- |
| Australian Open | Margaret Court      | 11      |
| Roland Garros   | Chris Evert         | 7       |
| Wimbledon       | Martina Navratilova | 9       |
| US Open         | Molla Mallory       | 8       |

### Títulos Consecutivos
| Torneio         | Tenista             | Títulos |
| --------------- | ------------------- | ------- |
| Australian Open | Margaret Court      | 7       |
| Roland Garros   | Helen Wills         | 3       |
| Roland Garros   | Hilde Sperling      | 3       |
| Roland Garros   | Monica Seles        | 3       |
| Roland Garros   | Justine Henin       | 3       |
| Roland Garros   | Iga Swiatek         | 3       |
| Wimbledon       | Martina Navratilova | 6       |
| US Open         | Helen Jacobs        | 4       |
| US Open         | Chris Evert         | 4       |

### Idades
| Torneio         | Campeã Mais Nova  | Edição | Idade              |
| --------------- | ----------------- | ------ | ------------------ |
| Australian Open | Martina Hingis    | 1997   | 16 anos e 3 meses  |
| Roland Garros   | Monica Seles      | 1990   | 16 anos e 6 meses  |
| Wimbledon       | Lottie Dod        | 1887   | 15 anos e 9 meses  |
| US Open         | Tracy Austin      | 1979   | 16 anos e 9 meses  |
| Torneio         | Campeã Mais Velha | Edição | Idade              |
| Australian Open | Serena Williams   | 2017   | 34 anos e 4 meses  |
| Roland Garros   | Zsuzsa Kormoczy   | 1958   | 33 anos e 10 meses |
| Wimbledon       | Charlotte Cooper  | 1908   | 37 anos e 8 meses  |
| US Open         | Molla Mallory     | 1926   | 42 anos e 5 meses  |

## Títulos por País
Até ao momento 26 países foram representados por tenistas campeãs em singulares femininos de Torneios do Grand Slam.
| Nº  | País                           | Grand Slams                    | Títulos | Tenistas (títulos) |
| --- | ------------------------------ | ------------------------------ | ------- | --- |
| 1º  | Estados Unidos                 | 1                              | 200     | Connolly (9), S. Williams (23), Wills (19), Evert (18), Navratilova (18), King (12), V. Williams (7), Osborne (6), Brough (6), Hart (6), Jacobs (5), Marble (5), Betz (5), Gibson (5), Moore (4), Wightman (4), Fry (4), Atkinson (3), Sutton (3), Browne (3), Hard (3), Davenport (3), Capriati (3), Townsend (2), Jones (2), Palfrey (2), Richey (2), Austin (2), Hansell (1), Roosevelt (1), Terry (1), Hellwig (1), McAteer (1), Homans (1), Sears (1), Barger-Wallach (1), Cheney (1), Canning (1), Susman (1), Jordan (1), Seles (1), Stephens (1), Kenin (1), Gauff (1) |
| 2º  | Austrália                      | 1                              | 65      | Court (24), Goolagong (7), Bolton (6), Akhurst (5), Hartigan (3), Barty (3), Molesworth (2), Buttsworth (2), Long (2), Carter (2), Turner (2), Lance (1), Boyd (1), Hood (1),Penrose (1), Melville (1), O'Neil (1), Stosur (1) |
| 3º  | Alemanha                       | 1                              | 30      | Graf (22), Sperling (3), Kerber (3), Aussem (2) |
| 4º  | Grã-Bretanha                   | Grã-Bretanha                   | 52      | Chambers (7), Bingley (6), Dod (5), Cooper (5), Round (3), Mortimer (3), Jones (3), Wade (3), Watson (2), Cahill (2), McKane (2), Scriven (2), Rice (1), Robb (1), Boothby (1), Thomson (1), Nuthall (1), Bloomer (1), Truman (1), Barker (1), Raducanu (1) |
| 5º  | França                         | França                         | 17      | Lenglen (8), Mathieu (2), Pierce (2), Mauresmo (2), Landry (1), Dürr (1), Bartoli (1) |
| 6º  | Bélgica                        | Bélgica                        | 11      | Henin (7), Clijsters (4) |
| 7º  | Jugoslávia Sérvia              | Jugoslávia Sérvia              | 10      | Seles (8), Jausovec (1), Ivanovic (1) |
| 8º  | Checoslováquia República Checa | Checoslováquia República Checa | 9       | Mandlikova (4), Novotna (1), Kvitova (2), Krejcikova (1), Vondrousova (1) |
| 9º  | Noruega                        | Noruega                        | 8       | Mallory (8) |
| -   | Rússia                         | Rússia                         | 8       | Sharapova (5), Kuznetsova (2), Myskina (1) |
| 11º | Brasil                         | Brasil                         | 7       | Bueno (7) |
| -   | Espanha                        | Espanha                        | 7       | Sánchez (4), Muguruza (2), Martínez (1) |
| 13º | Suíça                          | Suíça                          | 5       | Hingis (5) |
| -   | Polónia                        | Polónia                        | 4       | Iga Swiatek (4) |
| 15º | Japão                          | Japão                          | 4       | Osaka (4) |
| 16º | Roménia                        | Roménia                        | 3       | Halep (2), Ruzici (1) |
| 17º | Bielorrússia                   | Bielorrússia                   | 2       | Azarenka (2) |
| -   | China                          | China                          | 2       | Li (2) |
| -   | Itália                         | Itália                         | 2       | Schiavone (1), Pennetta (1) |
| 20º | Holanda                        | Holanda                        | 1       | Bouman (1) |
| -   | Chile                          | Chile                          | 1       | Lizana (1) |
| -   | Hungria                        | Hungria                        | 1       | Körmöczy (1) |
| -   | Argentina                      | Argentina                      | 1       | Sabatini (1) |
| -   | Croácia                        | Croácia                        | 1       | Majoli (1) |
| -   | Letónia                        | Letónia                        | 1       | Ostapenko (1) |
| -   | Dinamarca                      | Dinamarca                      | 1       | Wozniacki (1) |
| -   | Canadá                         | Canadá                         | 1       | Andreescu (1) |
| -   | Casaquistão                    | Casaquistão                    | 1       | Rybakina (1) |

Nota: As tenistas que conquistaram o Grand Slam são apresentadas em negrito.

## Galeria de Campeãs

### Presentes

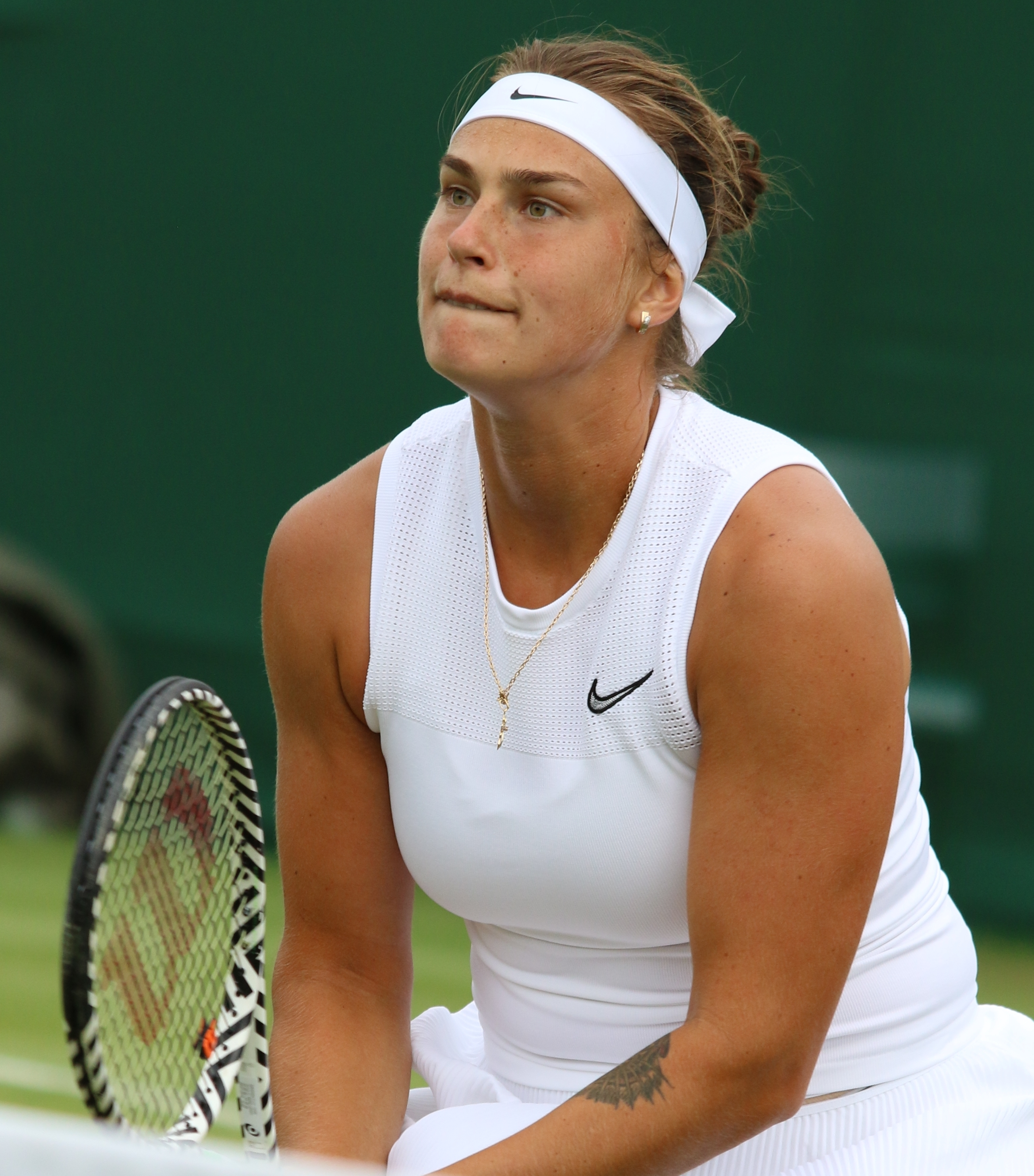
Australian Open 2024 Aryna Sabalenka
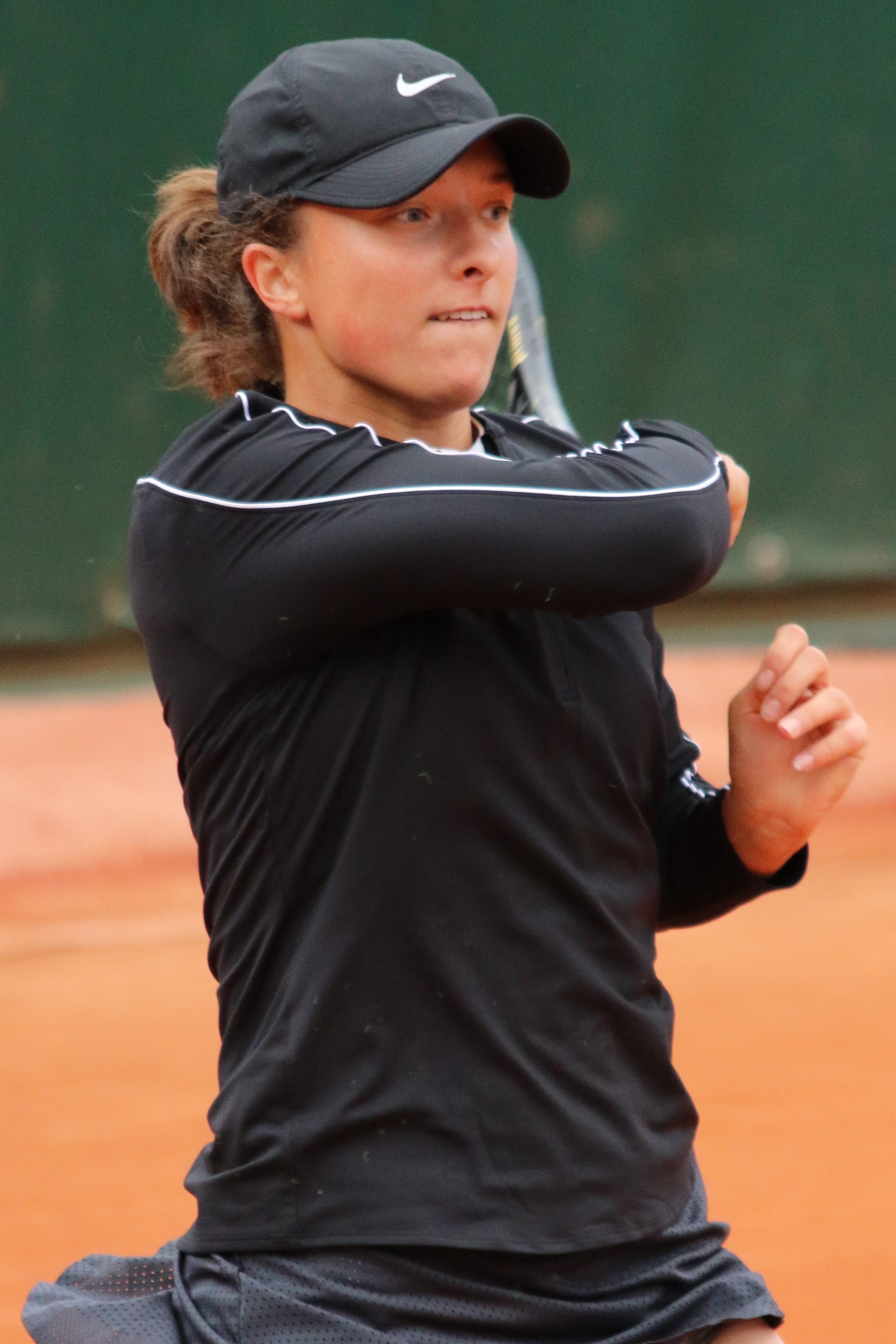
Roland Garros 2024 Iga Swiatek
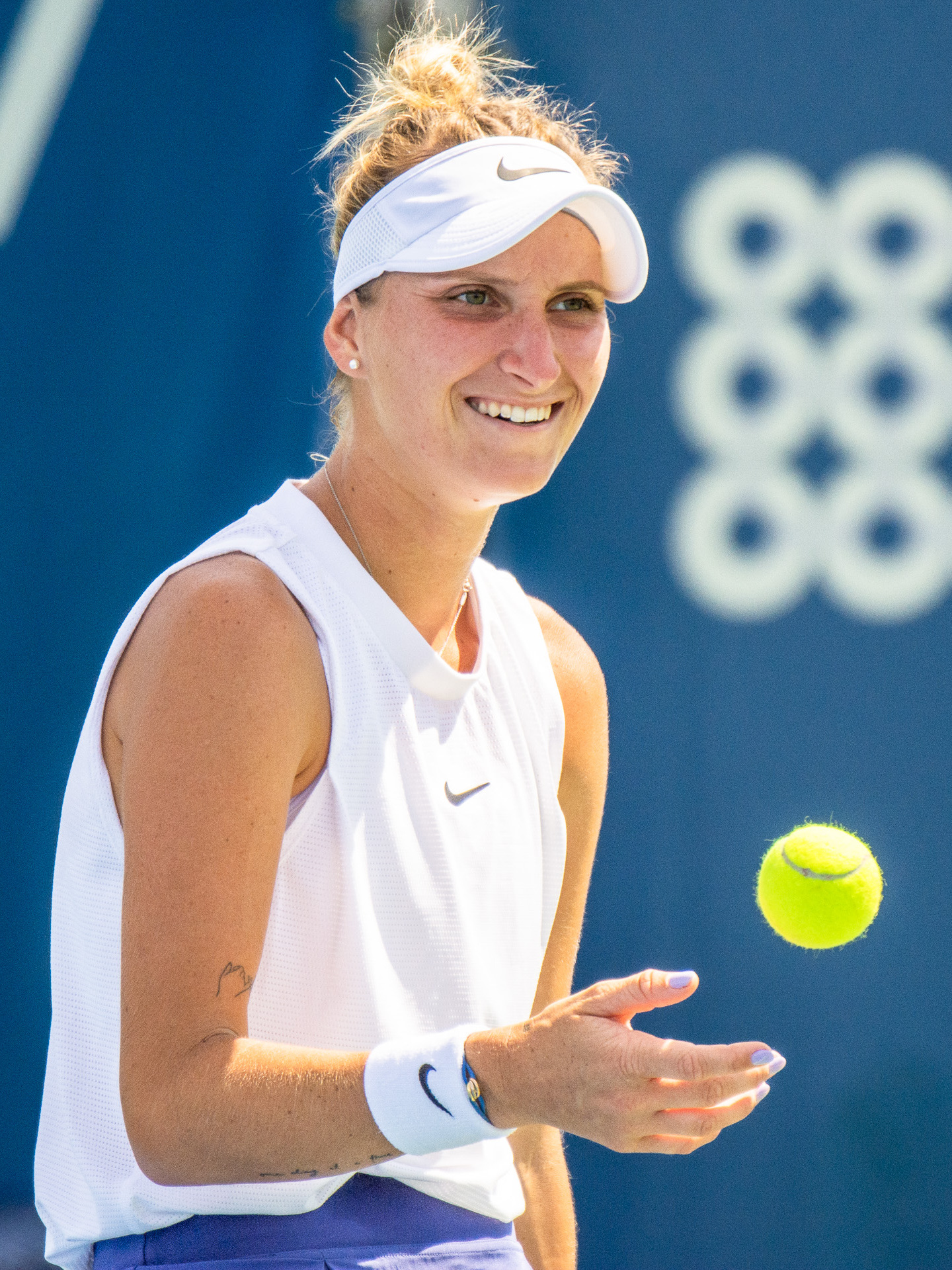
Wimbledon 2023 M. Vondrousova
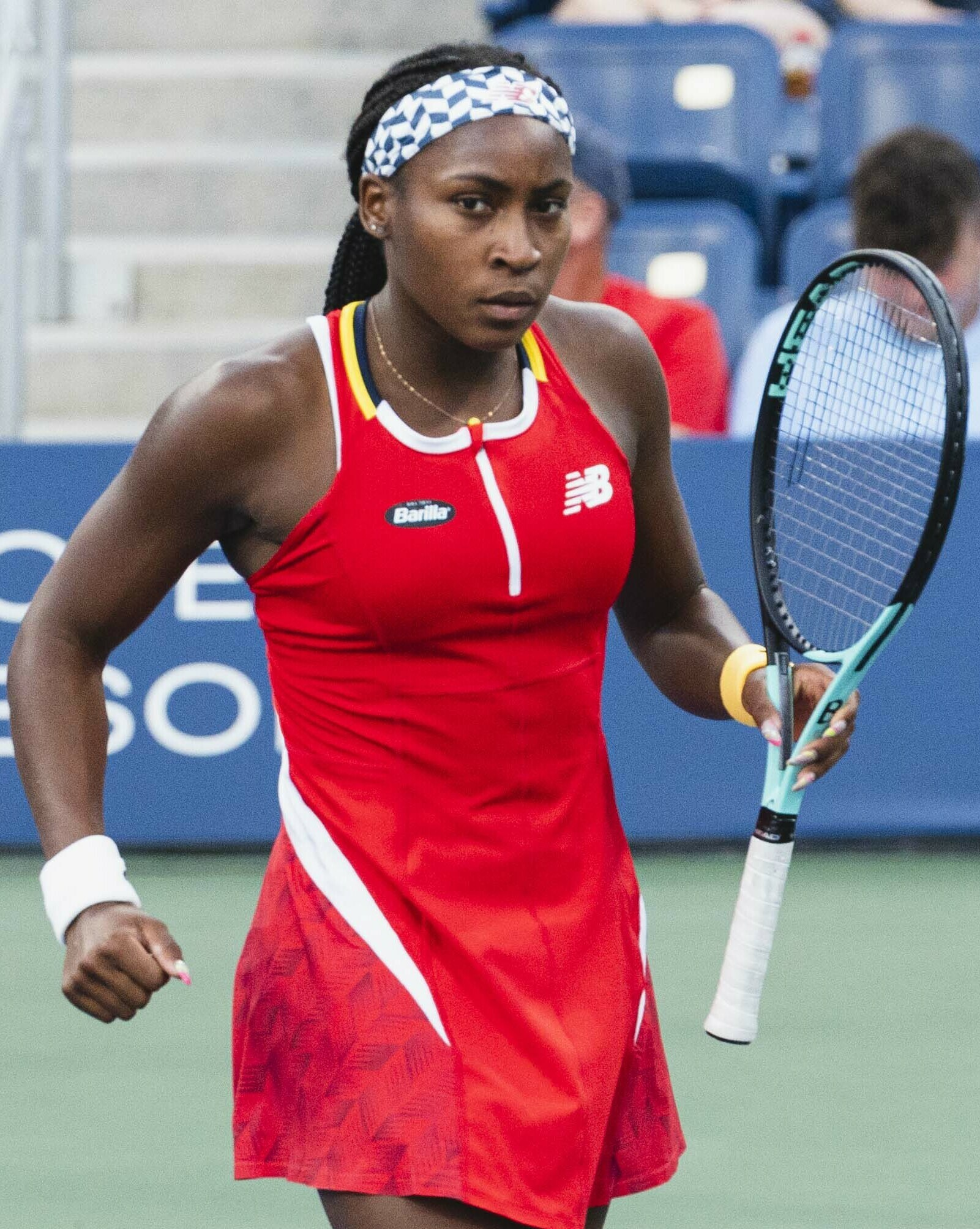
US Open 2023 Coco Gauff

### Passadas

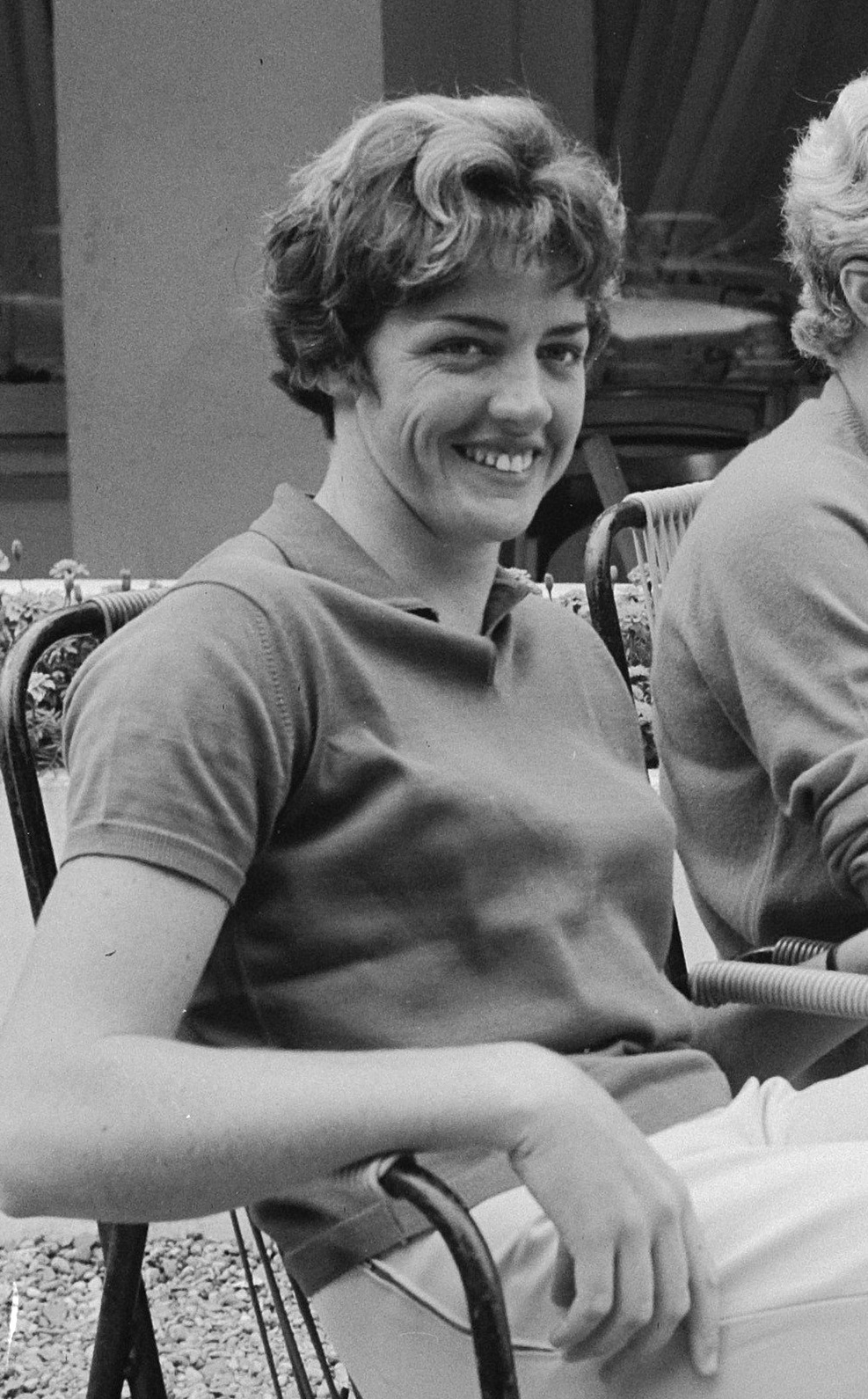
Margaret Court 1 Grand Slam 24 Títulos
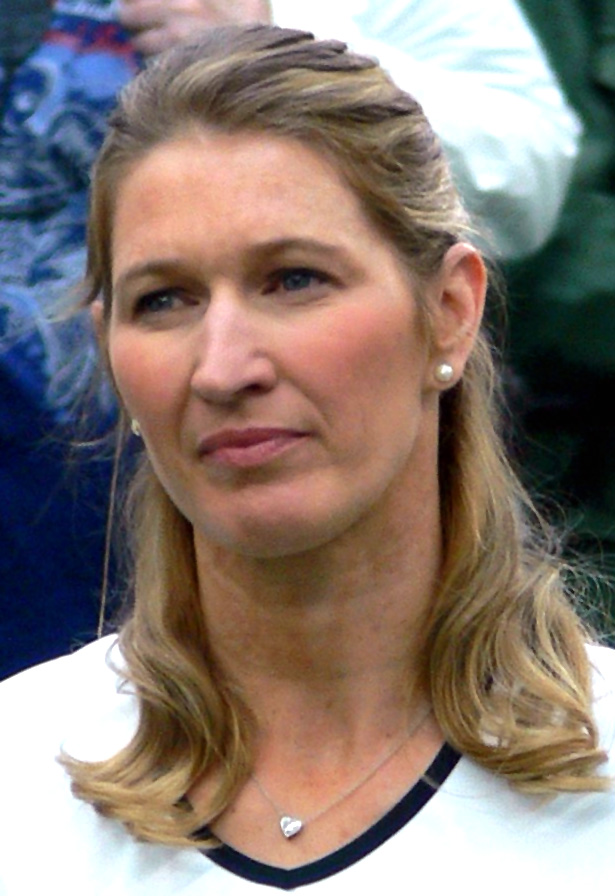
Steffi Graf 1 Grand Slam 22 Títulos
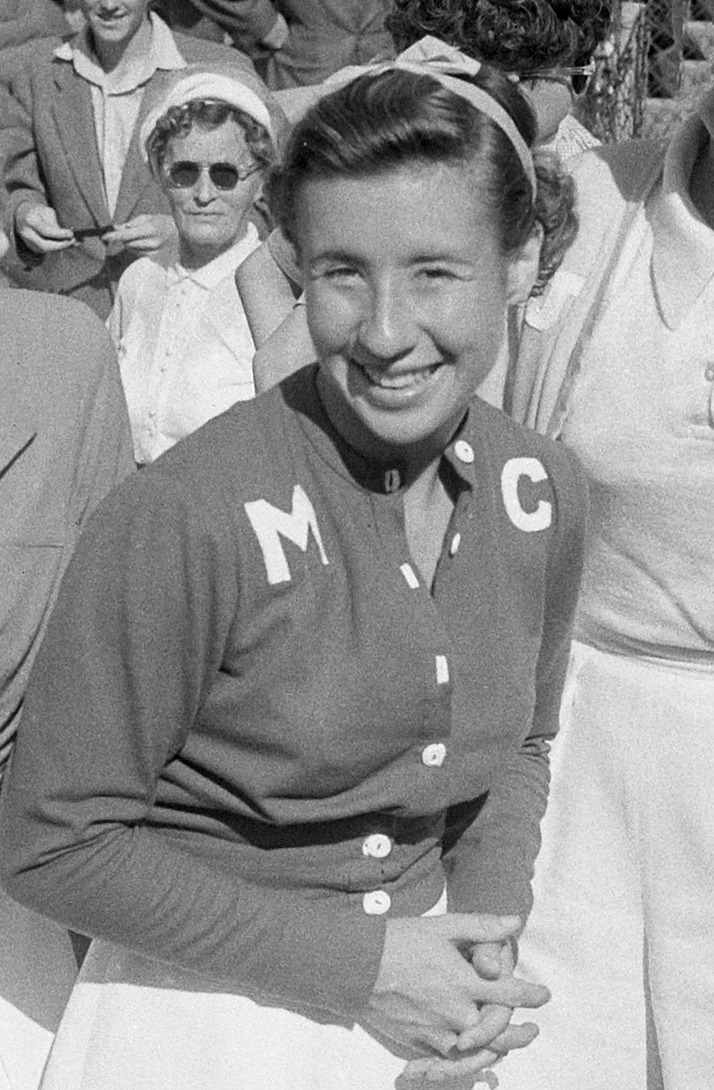
Maureen Connolly 1 Grand Slam 9 Títulos
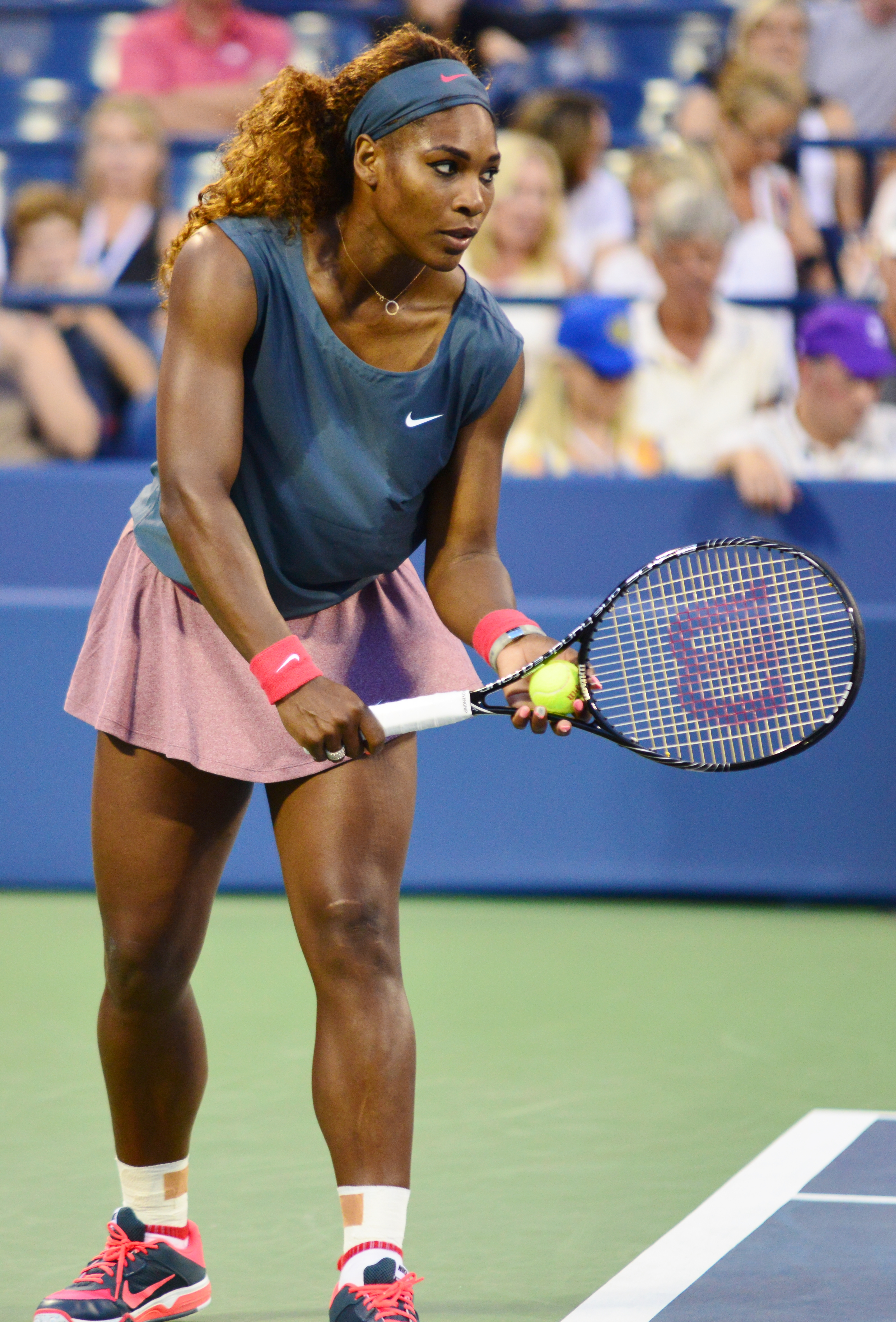
Serena Williams 23 Títulos
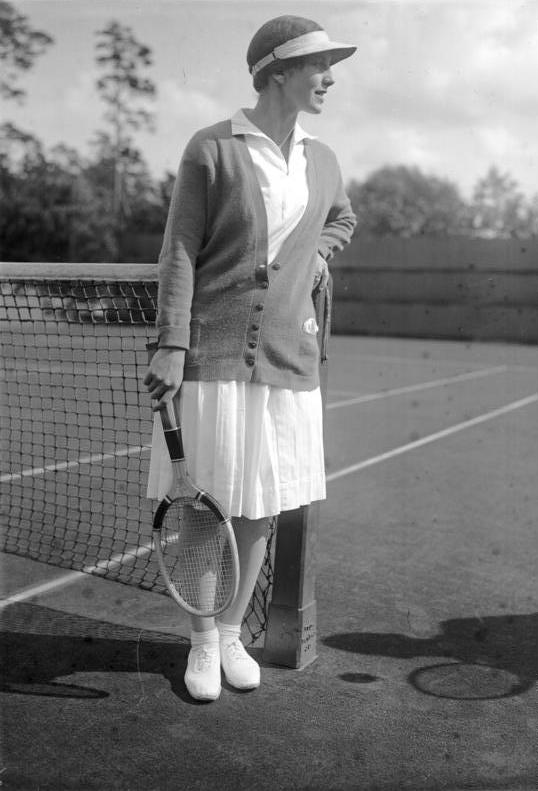
Helen Wills 19 Títulos
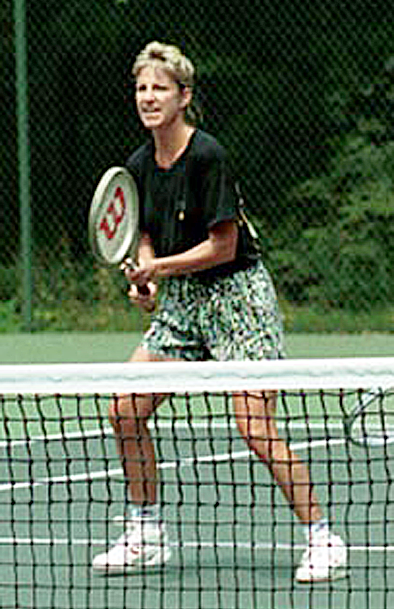
Chris Evert 18 Títulos
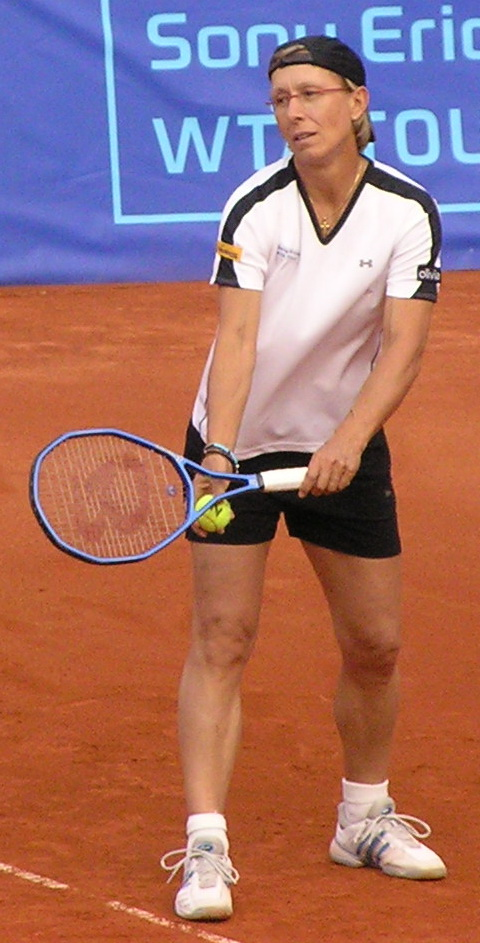
Martina Navratilova 18 Títulos
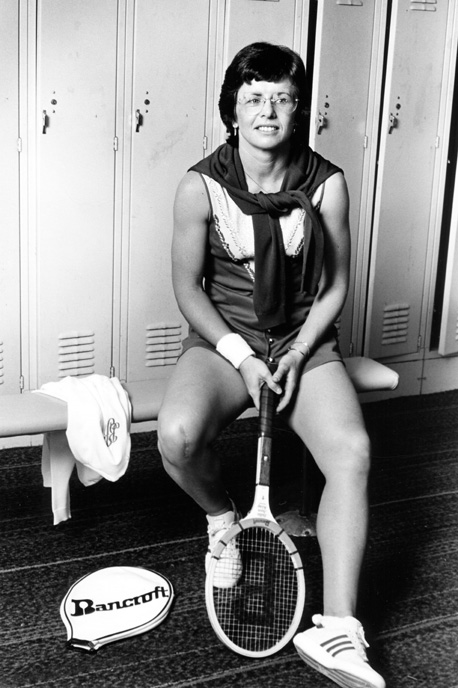
Billie Jean King 12 Títulos
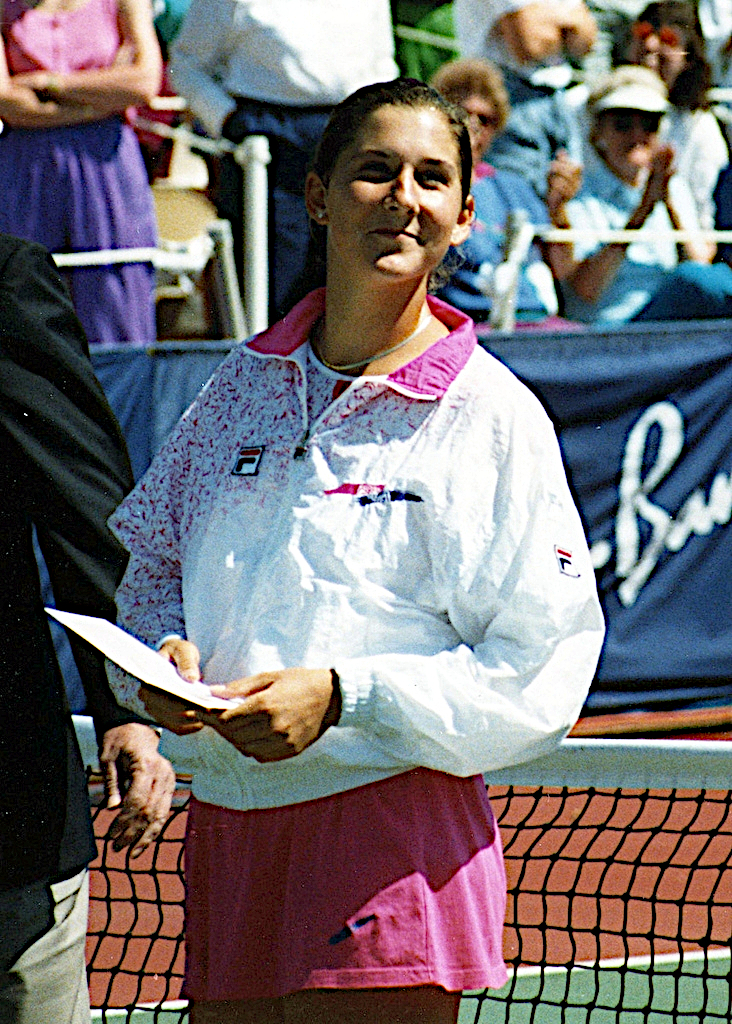
Monica Seles 9 Títulos
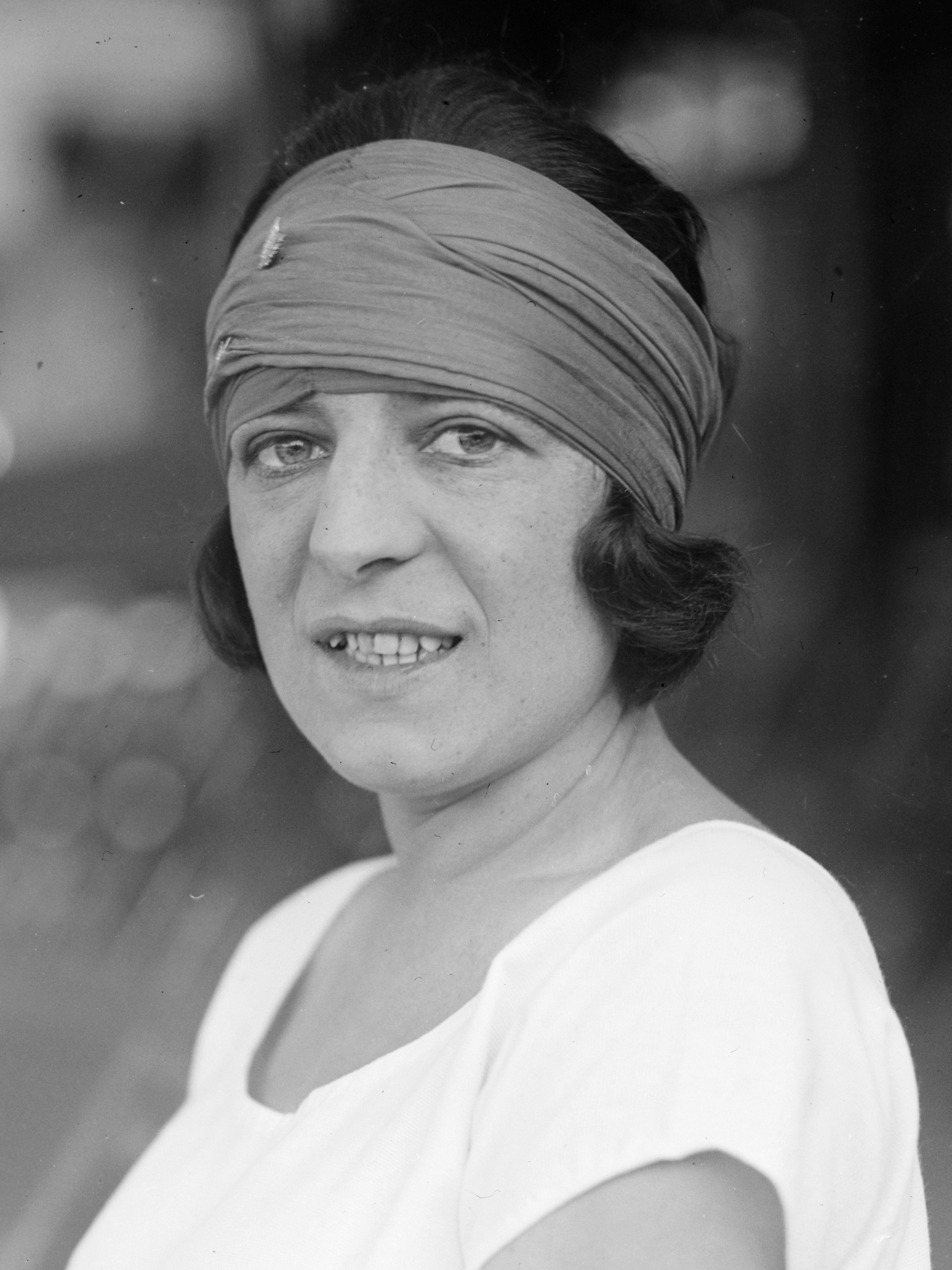
Suzanne Lenglen 8 Títulos
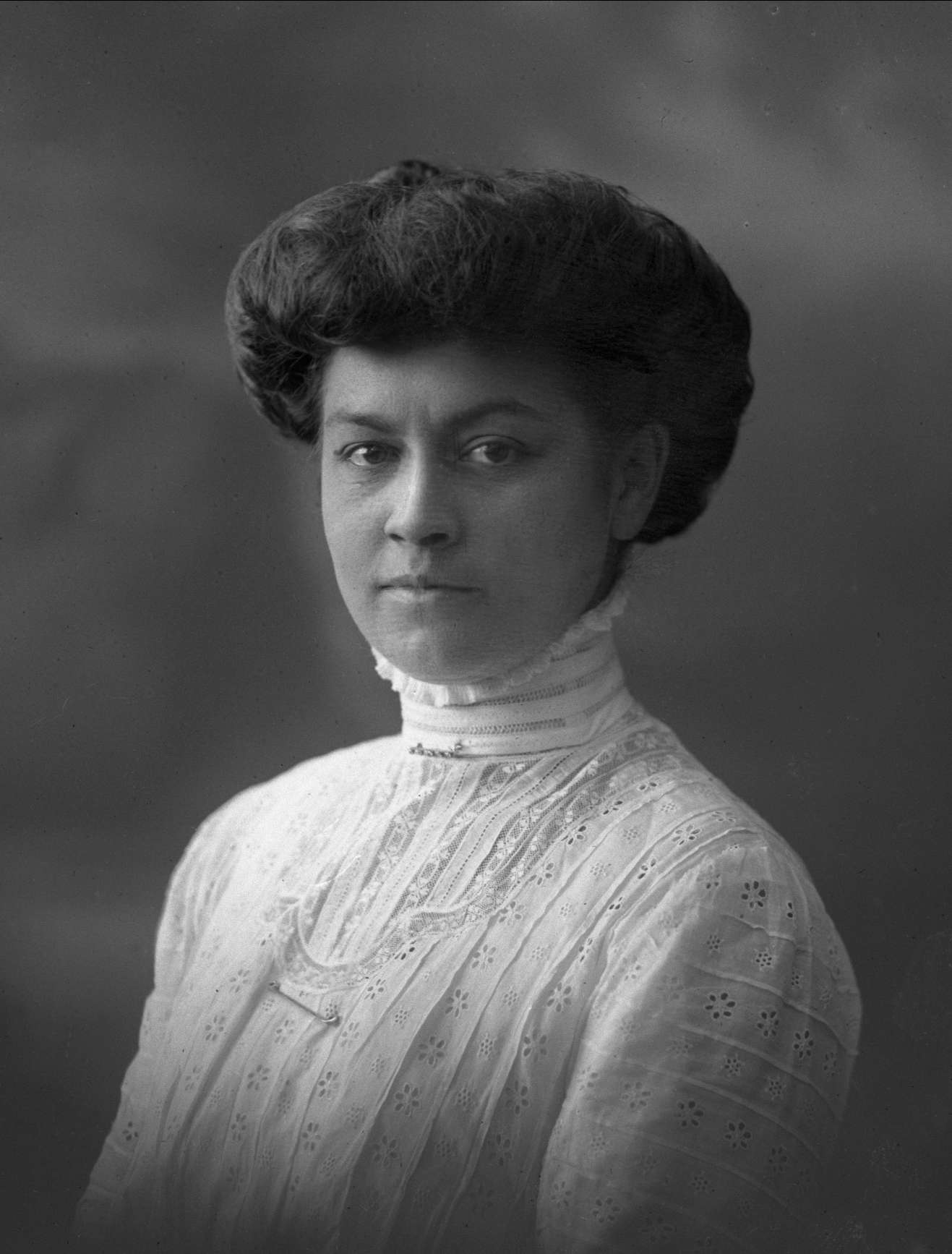
Molla Mallory 8 Títulos
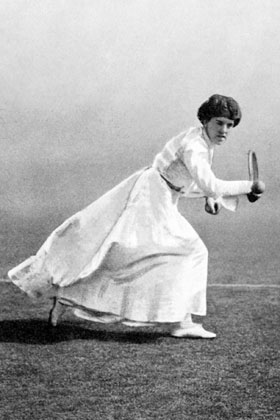
Dorothea Chambers 7 Títulos
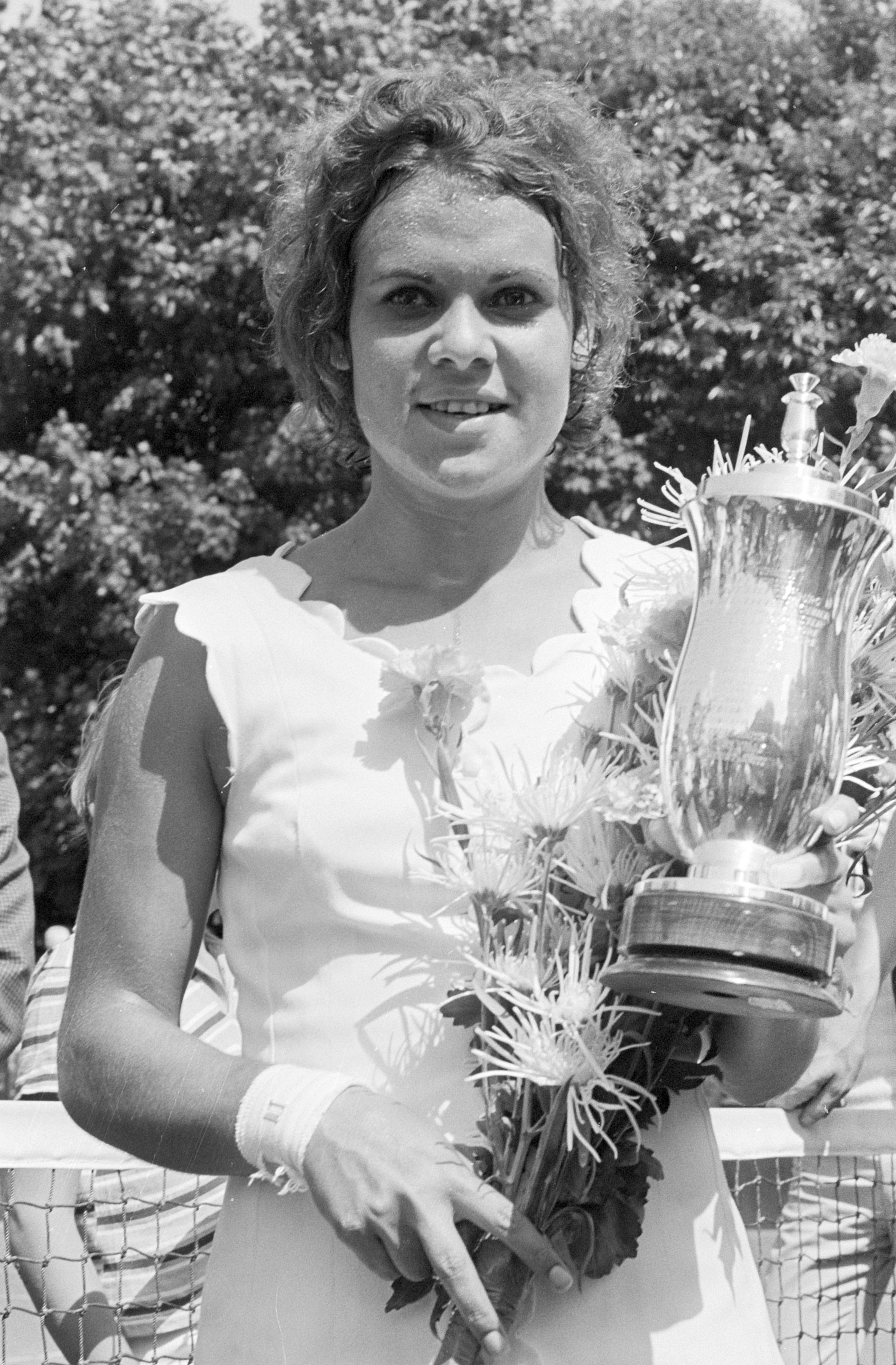
Evonne Goolagong 7 Títulos
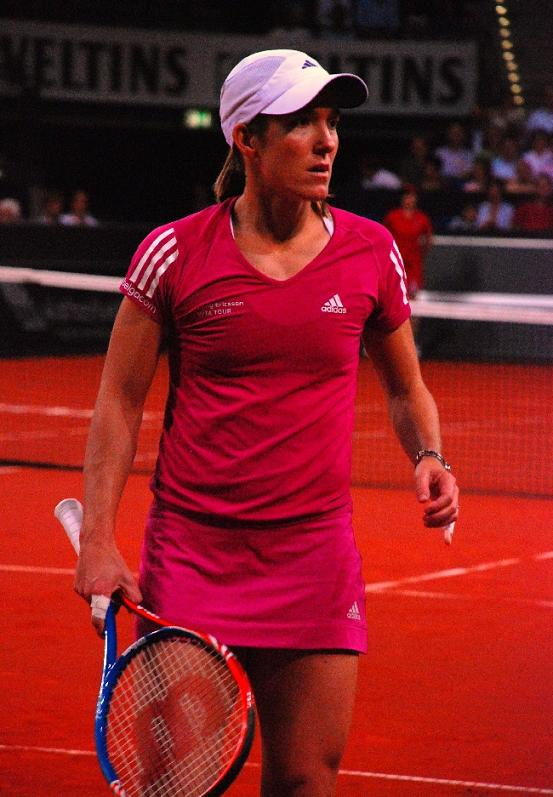
Justine Henin 7 Títulos
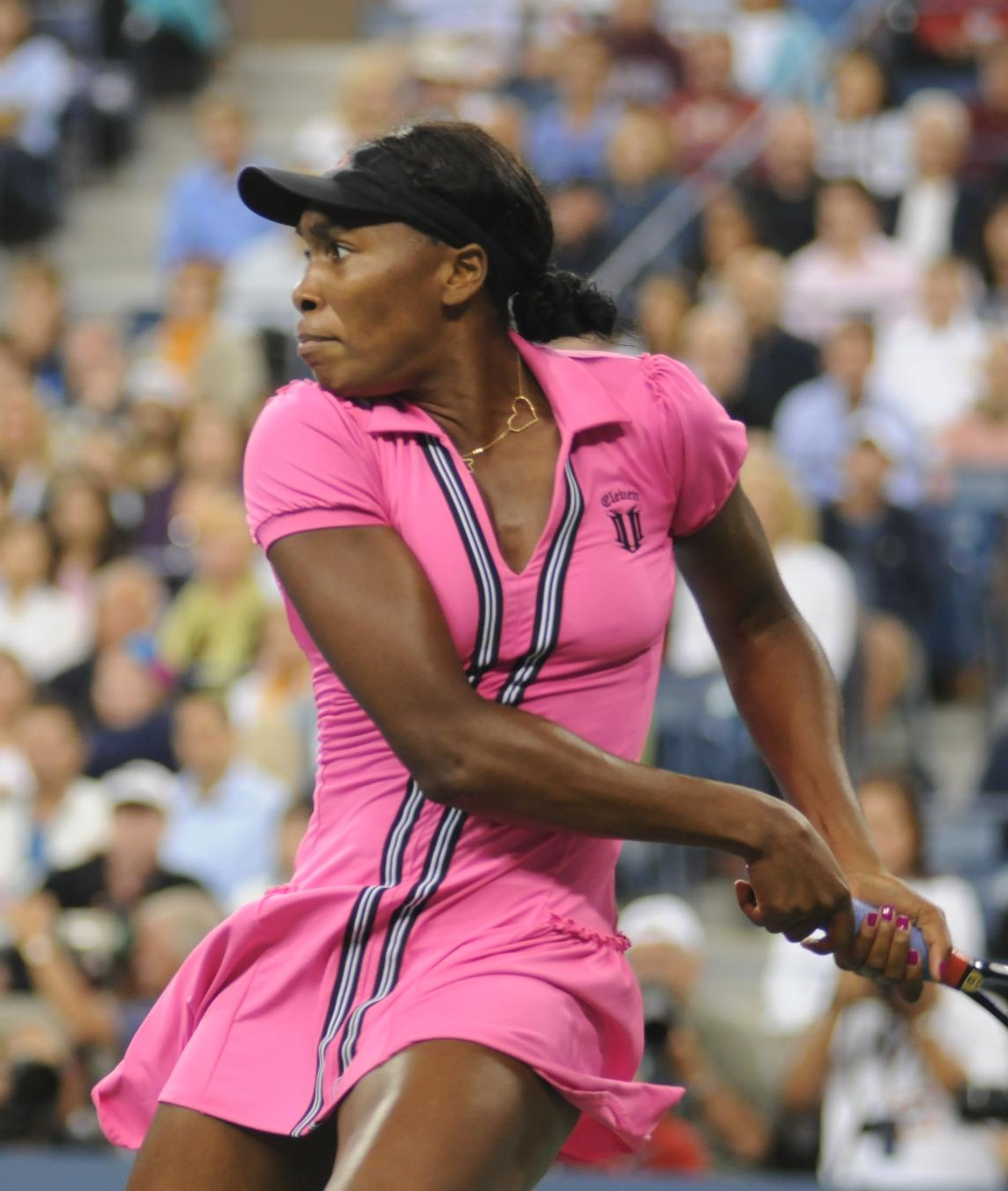
Venus Williams 7 Títulos
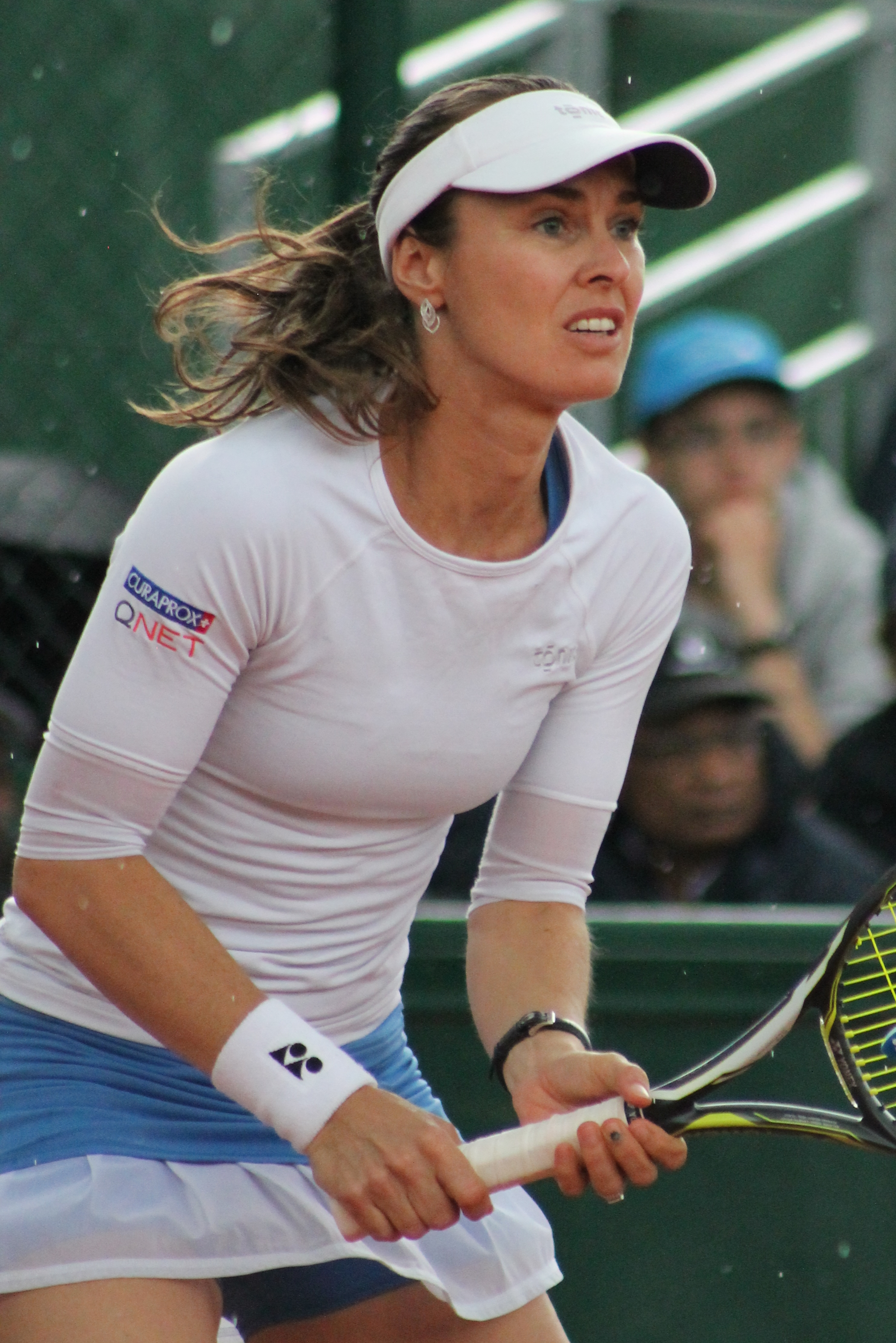
Martina Hingis 5 Títulos
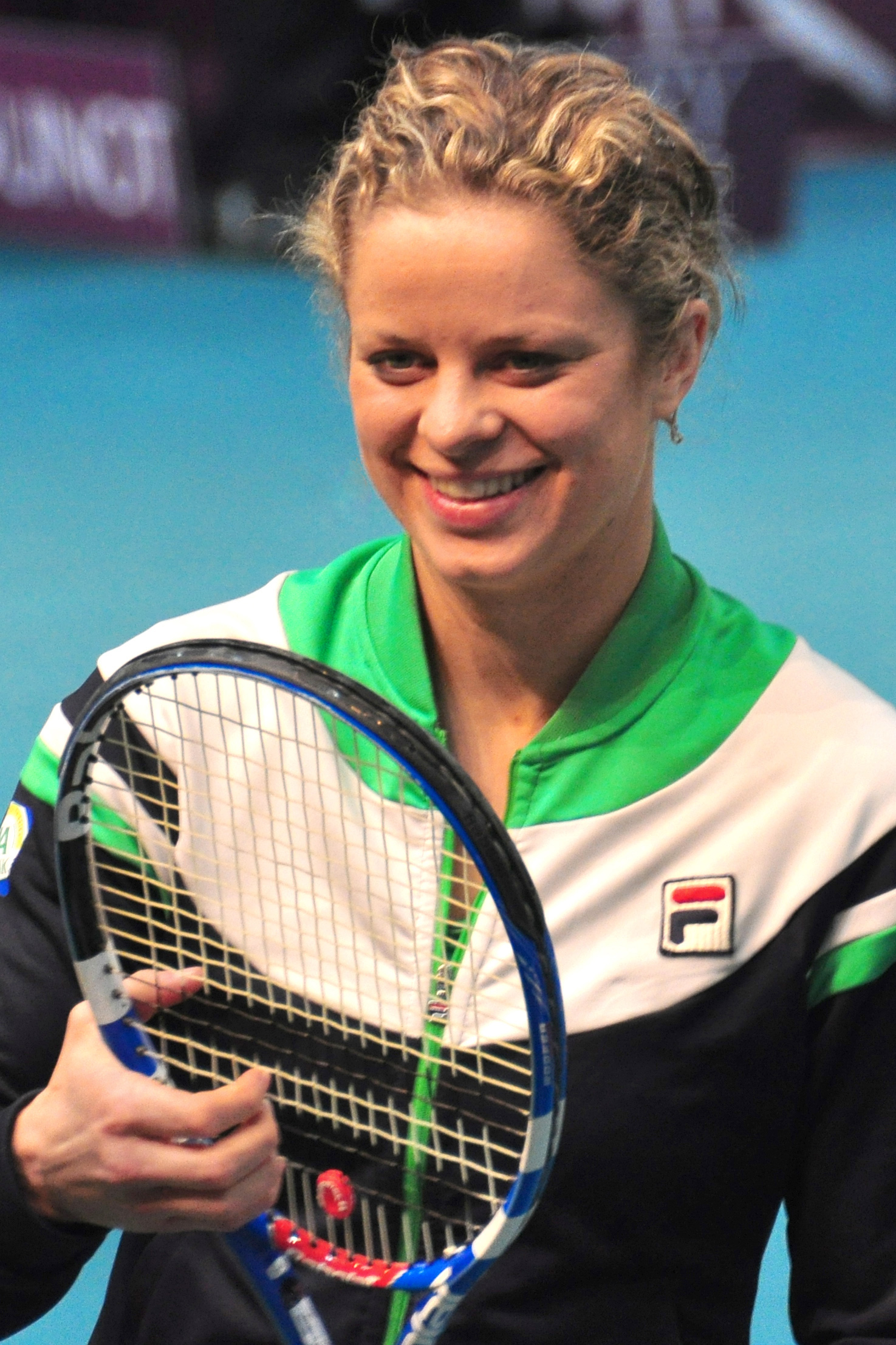
Kim Clijsters 4 Títulos
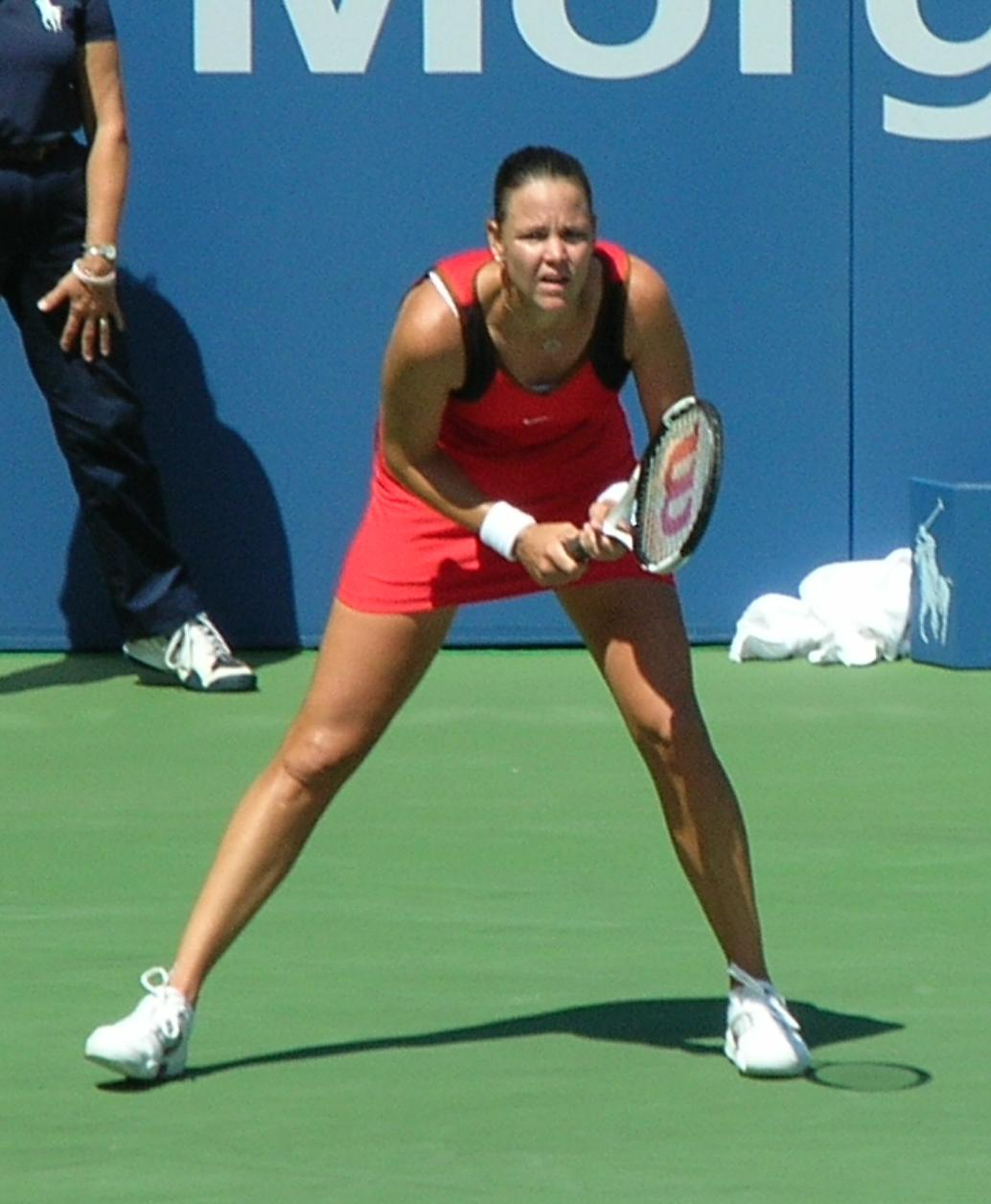
Lindsay Davenport 3 Títulos
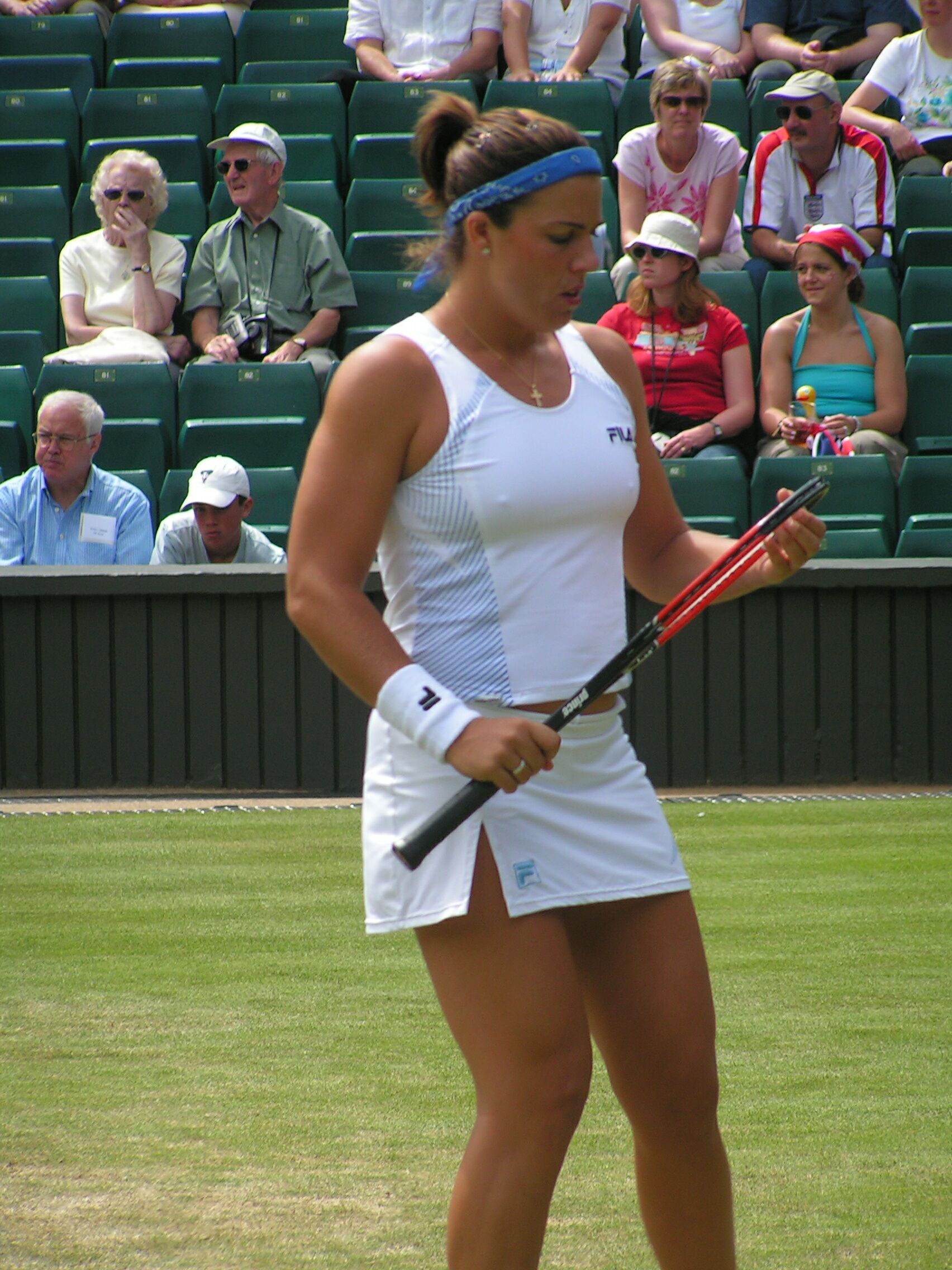
Jennifer Capriati 3 Títulos
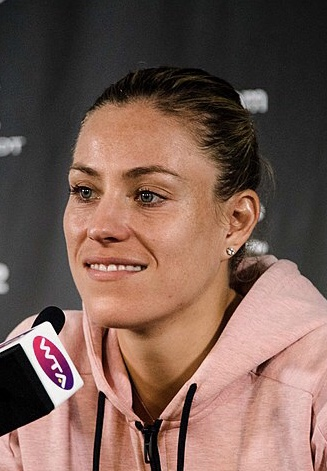
Angelique Kerber 3 Títulos